# Kirchenbezirk Sulz am Neckar
Der Evangelische Kirchenbezirk Sulz am Neckar war einer von 43 Kirchenbezirken bzw. Kirchenkreisen der Evangelischen Landeskirche in Württemberg. Sein Gebiet war deckungsgleich mit dem Dekanat Sulz am Neckar.
Seit dem 1. Januar 2025 ist der größte Teil des ehemaligen Kirchenbezirks Sulz am Neckar im neu gegründeten Kirchenbezirk Rottweil aufgegangen, während die Gemeinden, die in den Landkreisen Balingen und Freudenstadt liegen (also z. B. Rosenfeld und Horb), Teil der Kirchenbezirke Balingen und Freudenstadt wurden.

## Geografie
Der Kirchenbezirk Sulz am Neckar lag im Südwesten des Gebiets der württembergischen Landeskirche. Sein Gebiet umfasste zum Großteil die Ausläufer des mittleren Schwarzwalds. Zu ihm gehörte der Norden des Landkreises Rottweil, also die Städte und Gemeinden Aichhalden, Dietingen (ohne Hauptort und Ortsteil Gößlingen), Dornhan, Epfendorf, Eschbronn, Fluorn-Winzeln, Lauterbach, Oberndorf am Neckar, Schramberg, Sulz am Neckar und Vöhringen, der Südosten des Landkreises Freudenstadt, also die Städte und Gemeinden Alpirsbach (nur Stadtteile Peterzell und Römlinsdorf), Empfingen, Eutingen im Gäu (nur Hauptort), Horb am Neckar (ohne die Stadtteile Bittelbronn und Dettlingen) und Loßburg (nur die Stadtteile Betzweiler-Wälde und Vierundzwanzighöfe), die Ortsteile Bierlingen, Felldorf und Wachendorf der Gemeinde Starzach (Landkreis Tübingen), die Kernstadt und die Stadtteile Bickelsberg, Brittheim, Isingen und Leidringen der Stadt Rosenfeld sowie die Stadtteile Binsdorf und Erlaheim der Stadt Geislingen im Zollernalbkreis.

### Nachbarkirchenbezirke
Der Kirchenbezirk Sulz am Neckar grenzte an folgende Kirchenbezirke (im Uhrzeigersinn beginnend im Westen): Freudenstadt, Calw-Nagold, Herrenberg, Tübingen, Balingen und Tuttlingen. Im Südwesten hatte er eine Grenze zur Evangelischen Landeskirche in Baden.

## Geschichte
Das Gebiet des ehemaligen Dekanats bzw. Kirchenbezirks Sulz am Neckar gehörte vor 1800 zu einer Vielzahl von Herrschaften. Davon führten nur wenige, darunter Württemberg, die Reformation ein. Daher ist das Gebiet mehrheitlich katholisch geprägt. Evangelisch ist vor allem der Raum Sulz am Neckar, wo ab 1534 die Reformation eingeführt wurde. Die Stadt wurde alsbald auch Sitz einer Spezialsuperintendantur, die jedoch von 1583 bis 1616 den Äbten von St. Georgen bzw. Alpirsbach unterstand. Seit 1617 ist Sulz Sitz der Spezialsuperintendantur, heute Dekanat. Sie gehörte zunächst zum Generalat Bebenhausen, ab 1810 zu Tübingen, ab 1823 zu Reutlingen, ab 1913 zu Ulm und schließlich wieder zum Generalat Reutlingen, aus dem die heutige Prälatur Reutlingen hervorging.
Bis 1919 gehörte auch die Kirchengemeinde Alpirsbach zum Kirchenbezirk Sulz am Neckar. Durch Bekanntmachung des Konsistoriums vom 4. Juli 1919 wurde sie in den Kirchenbezirk Freudenstadt umgegliedert.
Zum 1. Januar 2025 fusionierte der Kirchenbezirk Sulz am Neckar mit dem Kirchenbezirk Tuttlingen zum neu gegründeten Kirchenbezirk Rottweil.

## Leitung des Kirchenbezirks
Die Leitung des Kirchenbezirks oblag der Bezirkssynode, dem Kirchenbezirksausschuss (KBA) und dem Dekan.

### Dekane des Kirchenbezirks Sulz am Neckar seit 1793
- 1793–1814 Johann Georg Bauder
- 1815–1824 Johann Friedrich Christian Hartmann
- 1824–1843 Gottlieb Friedrich Binder
- 1844–1857 Dr. Karl Gottlieb Hegelmajer
- 1857–1864 Paul Friedrich Lang
- 1864–1870 Christian Friedrich Kalchreuter (1819–1904)
- 1871–1877 Ulrich Finckh (1825–1897)
- 1877–1887 Dr. Robert Kern
- 1887–1892 Alfred Friedrich Klemm
- 1892–1903 Hermann Friedrich Öffinger
- 1903–1917 Gottlob Meidele
- 1918–1925 Wilhelm Keller
- 1926–1936 Dr. Hermann Findeisen
- 1937–1944 Albrecht Schmidt
- 1944–1953 Ernst Rapp (1898–1988)
- 1953–1968 Alfons Schosser (1905–1974)
- 1968–1988 Karl Hartmann (1925–1998)
- 1988–1996 Wilhelm Scheytt (* 1931)
- 1997–2012 Claus-Dieter Stoll (* 1948)
- 2012–2022 Ulrich Vallon (* 1959)
- 2022–2024 Christoph Hofius (Administrator)

### Schuldekane im Kirchenbezirk Sulz am Neckar
Zusammen mit dem Dekan bildet der Schuldekan das Dekanatamt. Der Dienstsitz des Schuldekans für die Kirchenbezirke Sulz am Neckar und Freudenstadt befindet sich in Freudenstadt. Derzeitiger Schuldekan ist seit 1. August 2012 Hans Jörg Dieter.
nicht vollständig
- 1979–1989 Gottfried Dinkelaker (* 1937)
- 1989–1997 Dietrich Elsner (* 1937)
- 1998–2012 Albrecht Winkler (1952–2013)
- seit 2012 Hans Jörg Dieter (* 1960)

## Kirchengemeinden
Im Kirchenbezirk Sulz am Neckar gab es insgesamt 36 Kirchengemeinden, von denen sich mehrere zu Gesamt- bzw. Verbundkirchengemeinden zusammengeschlossen haben, aber weiterhin eigenständige Körperschaften des öffentlichen Rechts bleiben. Die jeweils in Klammern hinter dem Namen der Kirchengemeinde angegebenen Gemeindegliederzahlen beziehen sich auf das Jahr 2005 und sind gerundet.
Das ehemalige Gebiet des Kirchenbezirks Sulz am Neckar ist gemischtkonfessionell. Alte evangelische Kirchen bzw. Kirchengemeinden gibt es daher nur in den Orten, die schon früh die Reformation eingeführt haben. In den mehrheitlich katholischen Orten zogen evangelische Bewohner überwiegend erst nach dem Zweiten Weltkrieg zu, so dass es dort meist junge evangelische Kirchengemeinden gibt.
Die Kirchengemeinden waren zu vier Nahbereichen zusammengefasst. Hier arbeiten die einzelnen Kirchengemeinden eng zusammen. Zu den einzelnen Nahbereichen gehören die namensgebenden Kirchengemeinden sowie folgende weitere Kirchengemeinden: Zu Sulz-Horb die Kirchengemeinden Dettingen, Mühlen am Neckar, Dürrenmettstetten, Holzhausen, Hopfau, Sigmarswangen; zu Kleiner Heuberg-Mühlbachtal die Kirchengemeinden Bergfelden, Bickelsberg, Brittheim, Isingen, Leidringen, Mühlheim am Bach, Renfrizhausen, Rosenfeld, Rotenzimmern, Trichtingen, Vöhringen und Wittershausen; zu Dornhan-Oberndorf die Kirchengemeinden Aistaig, Boll, Betzweiler, Wälde, Marschalkenzimmern, Weiden, Peterzell und Römlinsdorf; zu Schramberg-Sulgen die Kirchengemeinden Fluorn, Lauterbach, Locherhof und Rötenberg.

### Kirchengemeinde Aistaig

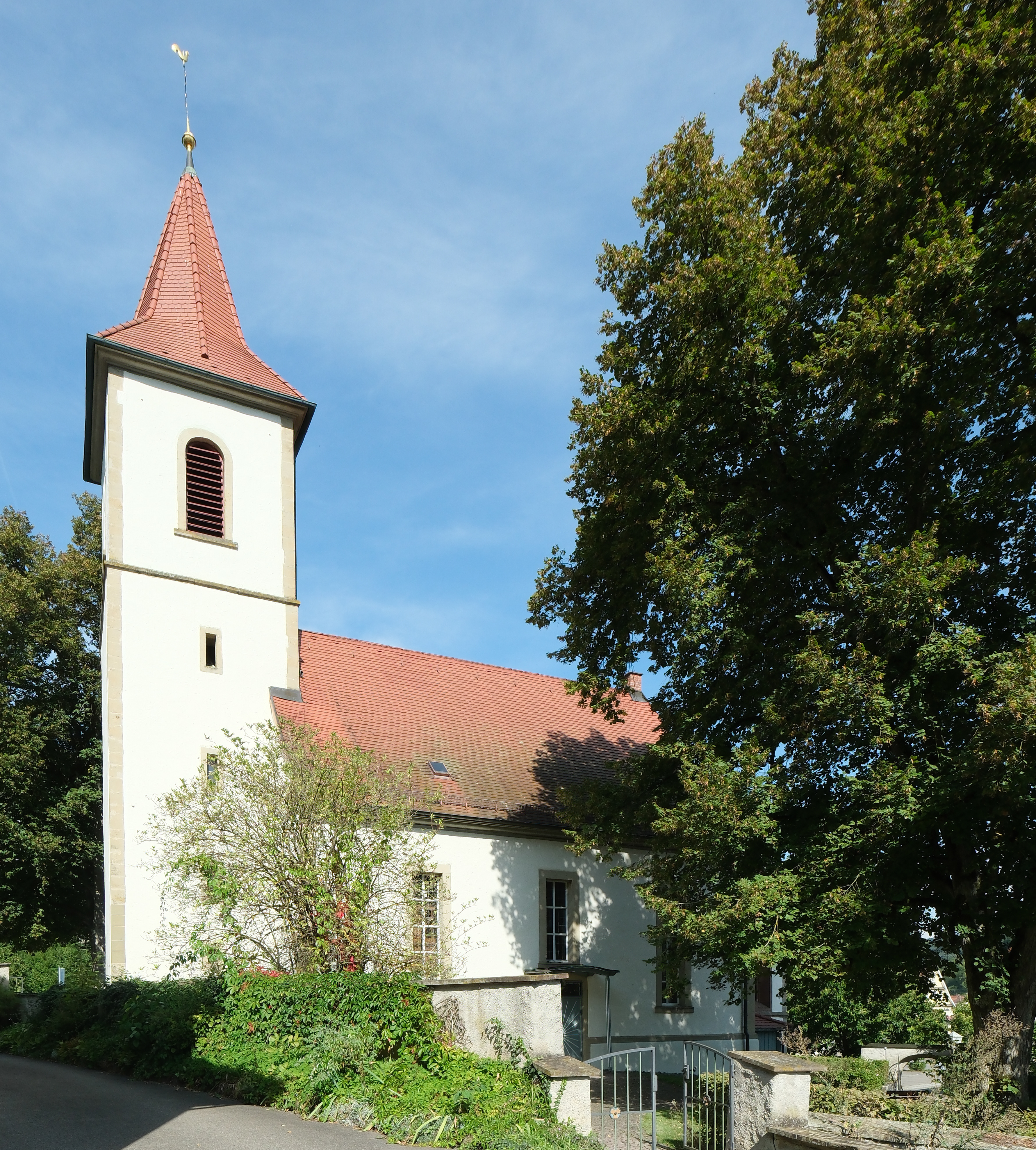
Galluskirche in Aistaig

Die Kirchengemeinde Aistaig (etwa 800 Mitglieder) umfasst den Stadtteil Aistaig der Stadt Oberndorf am Neckar, wobei der Weiler Lautenbach erst durch Bekanntmachung des Oberkirchenrats vom 10. Mai 1928 von der Kirchengemeinde Oberndorf in die Kirchengemeinde Aistaig umgegliedert wurde. Eine Pfarrei wird in Aistaig bereits 1275 erwähnt. Die Kirche, ursprünglich Filiale von Oberndorf am Neckar, war dem Heiligen Gallus geweiht. Die heutige Kirche wurde 1404 erbaut, das Schiff 1764.

### Kirchengemeinde Bergfelden

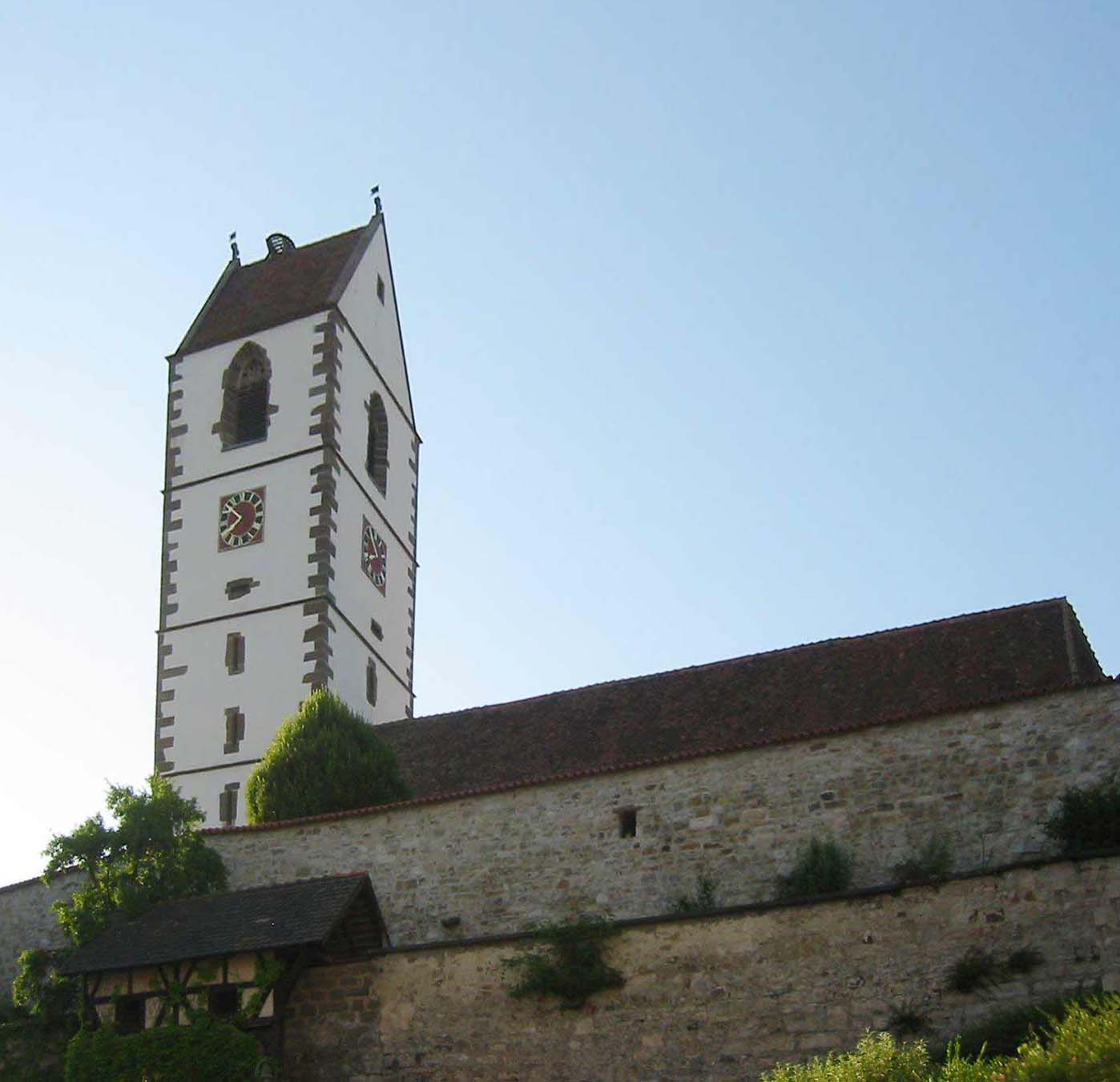
Remigiuskirche in Bergfelden

Die Kirchengemeinde Bergfelden (etwa 1.100 Mitglieder) umfasst den Stadtteil Bergfelden der Stadt Sulz am Neckar. Die erste Kirche der fränkischen Siedlung (um das Jahr 600) wurde bereits ihrem Nationalheiligen Remigius, dem Bischof von Reims, geweiht. Die heutige Wehrkirche, die zu den schönsten und besterhaltenen Kirchenburgen des Landes zählt, wurde in den Jahren 1513–1517 erbaut und ebenfalls dem Heiligen Remigius geweiht. Die drei Glocken in dem 36 m hohen Wehrturm wurden 1427 und 1470 gegossen, die älteste in der zweiten Hälfte des 14. Jahrhunderts. An der Chornordwand wurden bei Renovierungsarbeiten im Jahr 1940 wertvolle Fresken freigelegt.
In der Kirchengemeinde gibt es einen 1935 gegründeten Kirchenchor mit 25 Mitgliedern und einen Posaunenchor mit 31 Mitgliedern (Stand im Jubiläumsjahr 2008), der 1958 vom damaligen Pfarrer Auer gegründet wurde. Die bis 1957 zur Kirchengemeinde Bergfelden gehörigen Evangelischen aus Bernstein wurden durch Bekanntmachung des Oberkirchenrats vom 7. Januar 1957 der Kirchengemeinde Renfrizhausen zugeordnet.

### Verbundkirchengemeinde Betzweiler-Peterzell

#### Kirchengemeinde Betzweiler

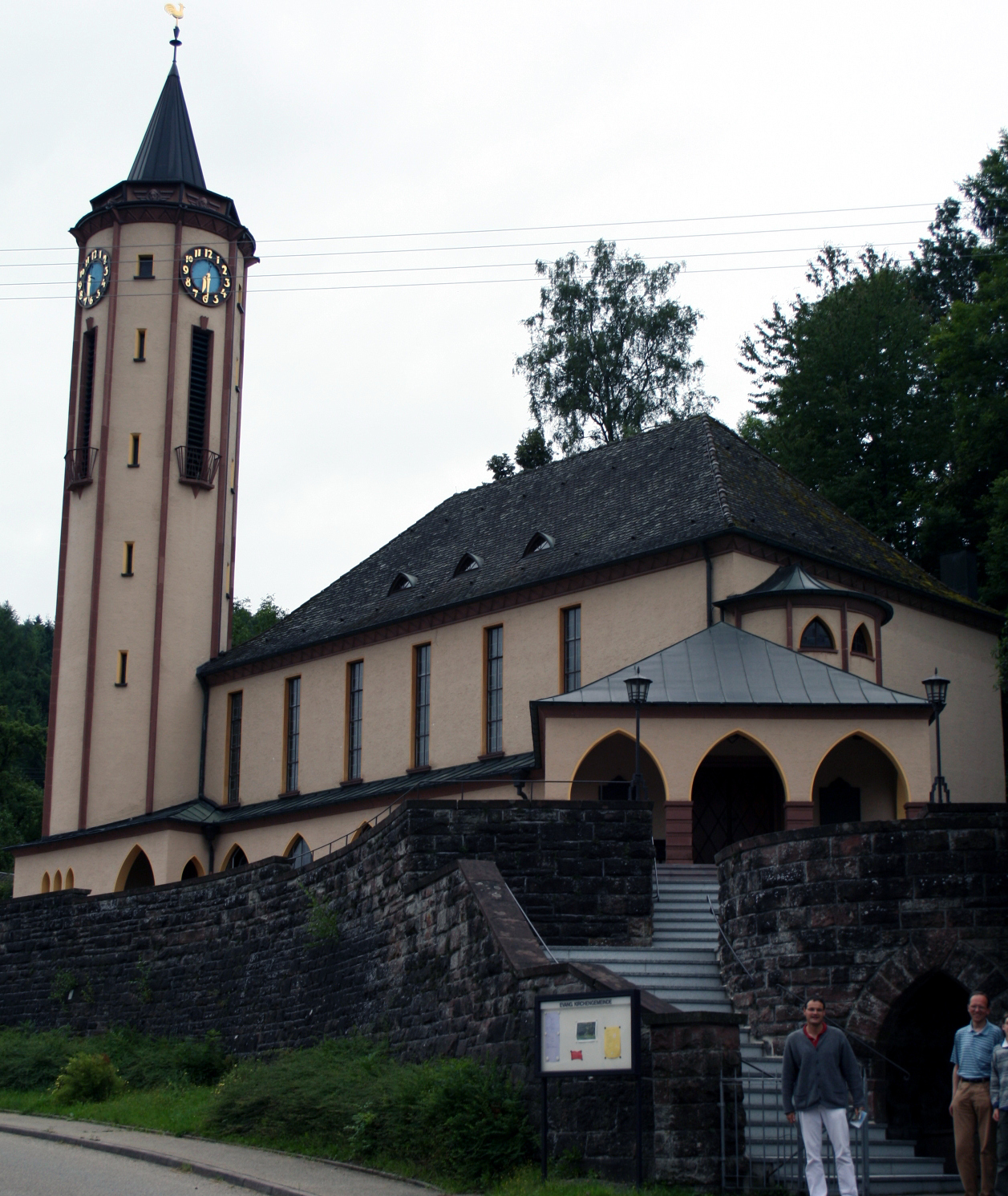
Evang. Kirche Betzweiler

Die Kirchengemeinde Betzweiler (etwa 1.250 Mitglieder) umfasst die Ortsteile Betzweiler und Vierundzwanzig Höfe der Gemeinde Loßburg. Kirchlich gehörte Betzweiler zunächst als Filiale zu Dornhan. Eine Kapelle zum Heiligen Georg wurde aber bereits 1353 erwähnt. 1882 wurde in Betzweiler eine eigene Pfarrei errichtet. Die Kirche in Betzweiler ist spätgotisch und befindet sich in einem ummauerten Friedhof. Das Pfarramt Betzweiler betreut die gesamte Verbundkirchengemeinde Betzweiler-Peterzell. Zum 1. April 1948 wurden die Vierundzwanzig Höfe von der Kirchengemeinde Dornhan in die Kirchengemeinde Betzweiler umgegliedert. Eine Kirche gibt es in Vierundzwanzig Höfe nicht.

#### Kirchengemeinde Peterzell

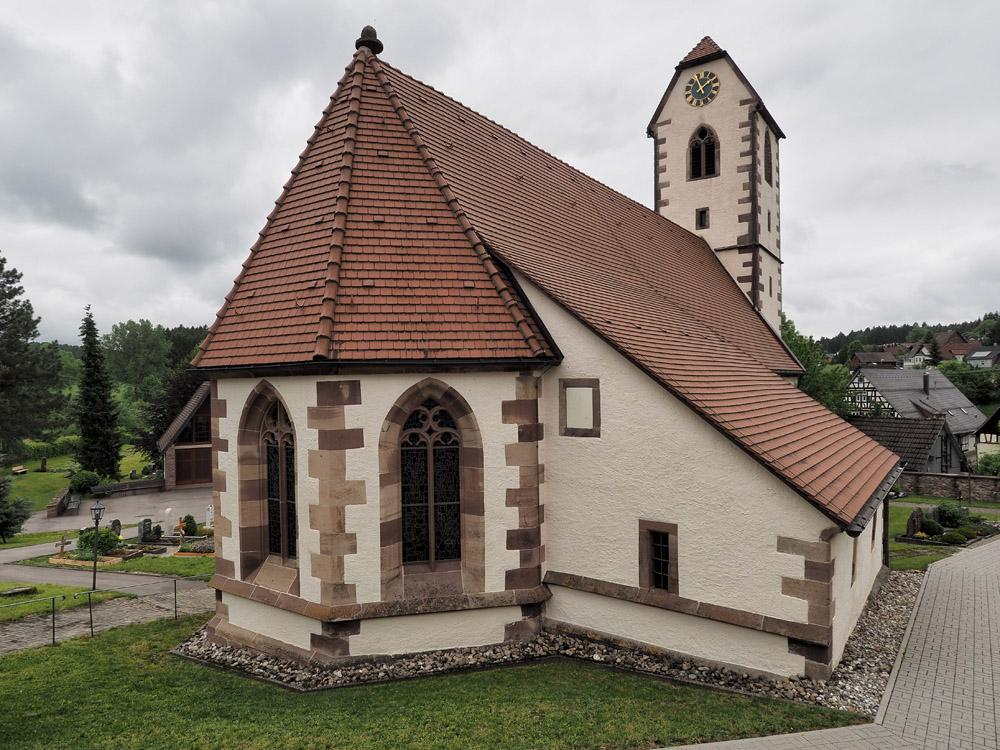
Peter-und-Paul-Kirche in Peterzell

Die Kirchengemeinde Peterzell (etwa 450 Mitglieder) umfasst den Stadtteil Peterzell und alle zugehörigen Weiler, darunter Breitenwies und Hönweiler, der Stadt Alpirsbach. Peterzell soll der Sage nach aus einer von einem Alpirsbacher Mönch Peter an einer Brunnenquelle errichteten Kapelle hervorgegangen sein. Eine Kirche St. Peter und Paul war im 14. Jahrhundert im Besitz eines Marschalls des Grafen von Hohenberg, später hatten die Herzöge von Teck und das Kloster Alpirsbach die Patronatsrechte. Die heutige Kirche ist im Kern gotisch mit Westturm und polygonalem Chor.

#### Kirchengemeinde Römlinsdorf

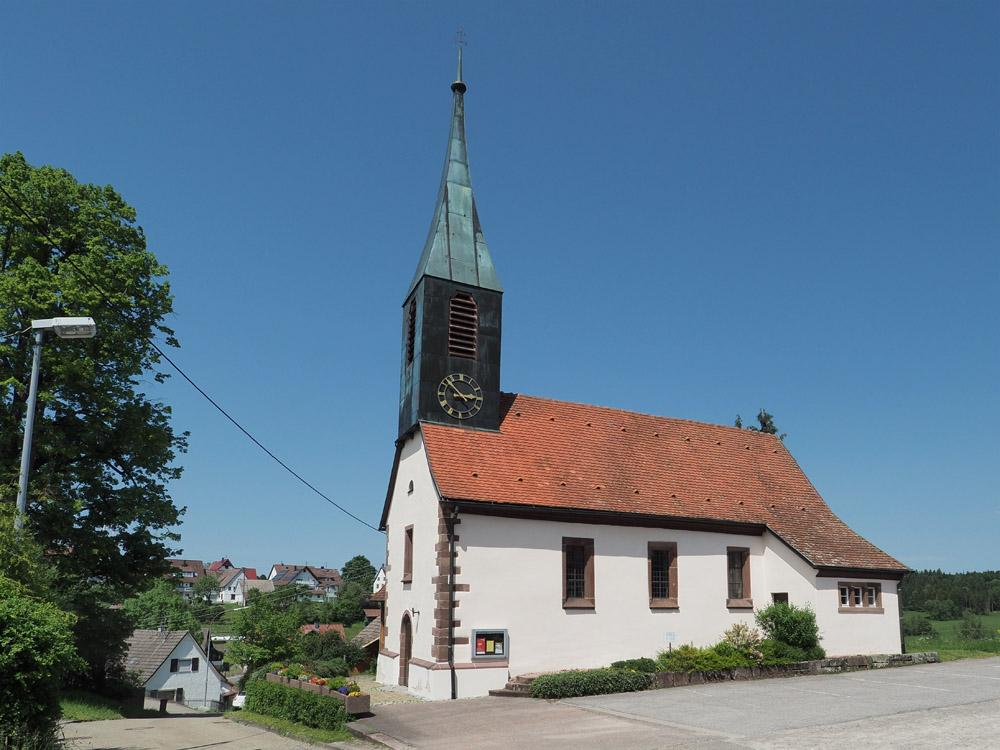
Nikolaus-Oswald-Kirche in Römlinsdorf

Die Kirchengemeinde Römlinsdorf (etwa 240 Mitglieder) umfasst den Stadtteil Römlinsdorf der Stadt Alpirsbach. Bereits im Jahre 1316 kam Römlinsdorf zum Kloster Alpirsbach und so zum Peterzeller Kirchensatz, zu dem der Ort kirchlich stets gehörte. Eine Kirche St. Oswald wird 1564 genannt, später wurde sie auch Nikolauskirche genannt. Die Kirche dürfte aber bis ins 13. Jahrhundert zurückreichen. Die romanische Kirche hat einen rechteckigen Grundriss und einen quadratischen Chor.

#### Kirchengemeinde Wälde
Die Kirchengemeinde Wälde umfasst den Ortsteil Wälde der Gemeinde Loßburg. Kirchlich gehörte Wälde zunächst zu Unterbrändi und ab 1642 zu Fürnsal, das seinerzeit Sitz der Pfarrei Unterbrändi wurde. Die Kirche von Wälde befindet sich im Weiler Breitenau. Sie wird 1460 als Kapelle zur Heiligen Brigitta bezeugt. Die heutige Kirche ist die 1770 erbaute Brigitta-Barbara-Kirche.

### Verbundkirchengemeinde Bickelsberg-Brittheim
Die Verbundkirchengemeinde Bickelsberg-Brittheim besteht seit 2019.

#### Kirchengemeinde Bickelsberg

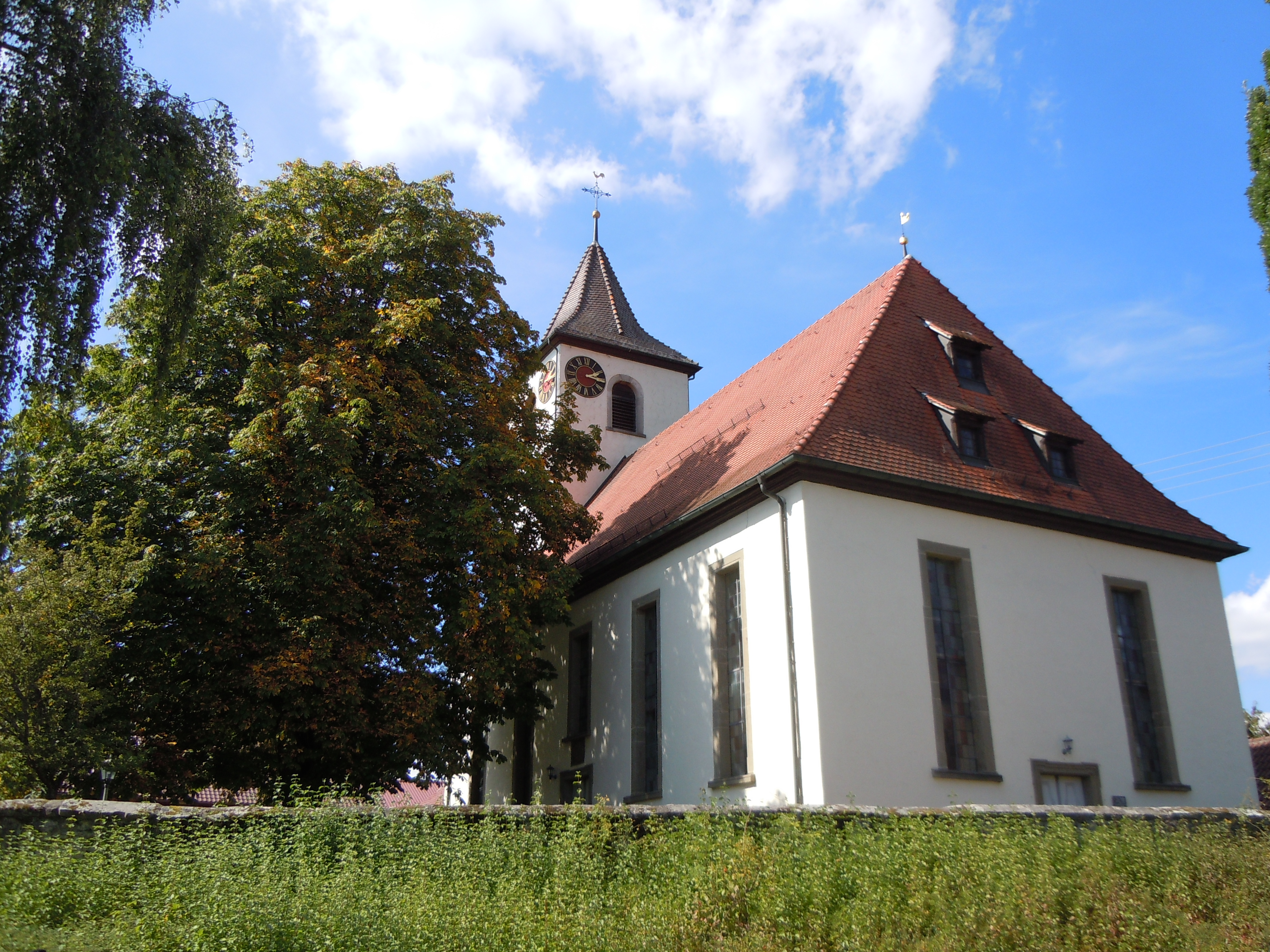
Georgskirche in Bickelsberg

Die Kirchengemeinde Bickelsberg (etwa 700 Mitglieder) umfasst den Stadtteil Bickelsberg der Stadt Rosenfeld. Kirchlich gehörte Bickelsberg zunächst zu Leidringen. Eine Kapelle St. Georg wurde 1322 erwähnt. Sie wurde 1505 zur eigenen Pfarrei erhoben. 1534 wurde die Reformation eingeführt. Die heutige Kirche wurde 1746 erbaut, der Turm ist aber älter. Das Pfarramt Bickelsberg betreut seit 1542 auch die direkt benachbarte Kirchengemeinde Brittheim.

#### Kirchengemeinde Brittheim
Die Kirchengemeinde Brittheim umfasst den Stadtteil Brittheim der Stadt Rosenfeld. Eine Kirche und Pfarrei wird in Brittheim bereits 1275 erwähnt. Der Kirchensatz gehörte im 14. Jahrhundert den Herren von Zimmern, anschließend einigen Bürgern von Rottweil, schließlich dem Kloster Alpirsbach. 1534 wurde die Reformation eingeführt. 1542 wurde die Pfarrei mit Bickelsberg vereinigt, wo sich seither der Pfarrsitz befindet. Die heutige Allerheiligen-Kirche in Brittheim wurde 1860/61 generalsaniert, ist aber sehr viel älter, unter anderem der Turm. Die Kirchengemeinde Brittheim wird bis heute vom Pfarramt Bickelsberg betreut.

### Kirchengemeinde Boll-Bochingen

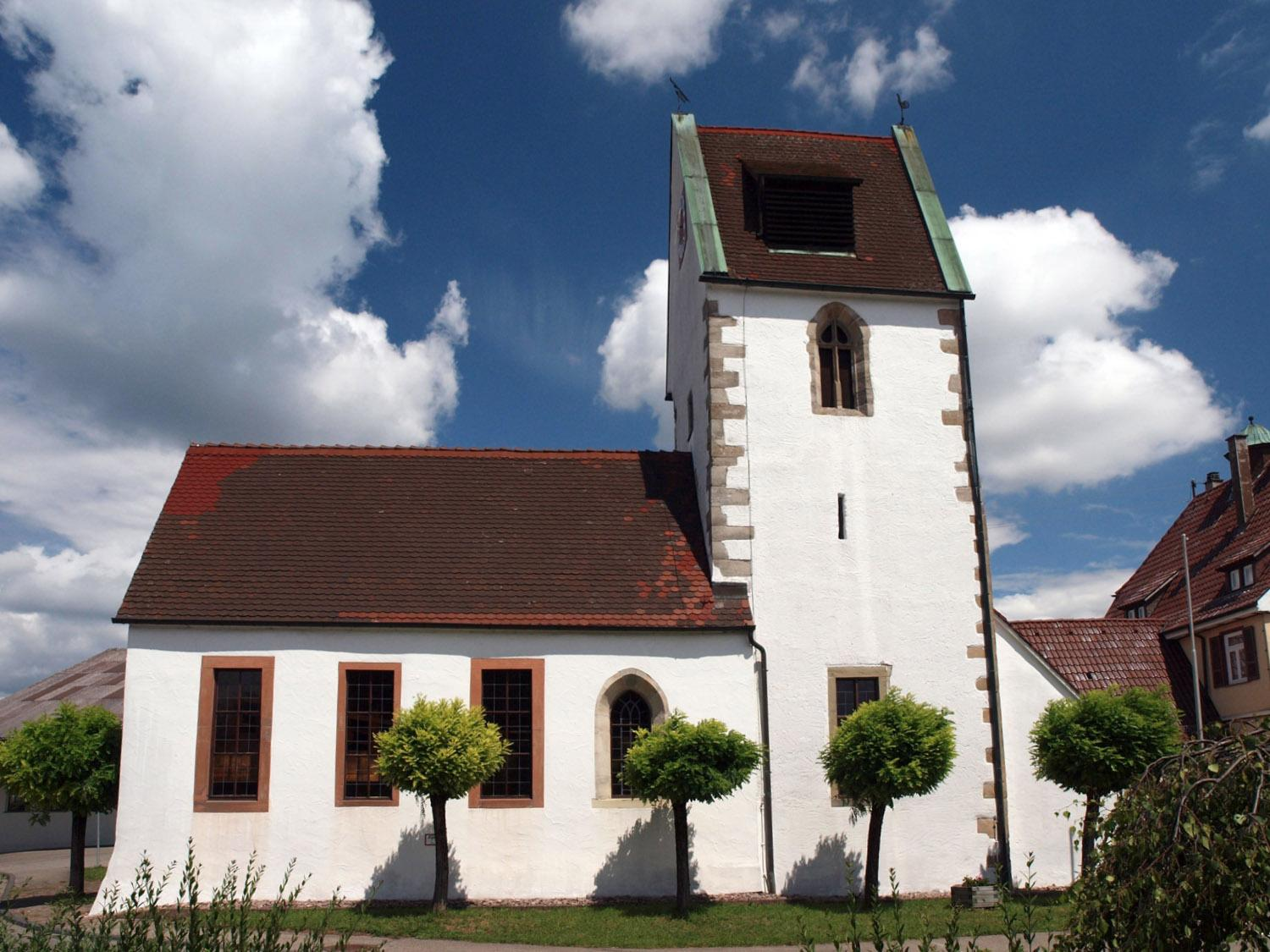
Evangelische Kirche Boll

Die Kirchengemeinde Boll (etwa 900 Mitglieder) umfasst die Stadtteile Boll und Bochingen der Stadt Oberndorf am Neckar.
Boll gehörte zunächst dem Kloster Alpirsbach. 1439 wird eine Nikolaus-Kapelle erwähnt, die aber mindestens seit 1360 bestand. Sie war Filialkirche der Remigius-Kirche in Oberndorf. Mit dem Kloster Alpirsbach gelangte Boll an Württemberg. Von dort wurde 1535 die Reformation eingeführt und der Ort der Pfarrei Wittershausen zugeordnet. 1836 kam Boll (wieder) zur Pfarrei Oberndorf und bildete eine Filialkirchengemeinde von Oberndorf. 1959 wurde in Boll dann eine eigene Pfarrverweserei errichtet und durch Bekanntmachung des Oberkirchenrats vom 16. November 1962 wurde die Filialkirchengemeinde Boll von der Muttergemeinde Oberndorf losgelöst und zur selbständigen Kirchengemeinde erhoben. 1981 wurde Boll dann selbständige Pfarrei, der auch Bochingen zugeordnet wurde. Waren in der Mitte des 19. Jahrhunderts noch alle Einwohner Bolls evangelisch, so betrug der Anteil der Evangelischen im Jahr 2006 lediglich noch ca. 58 %.
Die Kirche in Boll ist eine einschiffige Hallenkirche mit flacher Decke und gotischem kreuzrippengewölbtem Chor, worin sich Altar und Orgel unter dem Turm befinden. Der Turm trägt ein Satteldach. Er war ursprünglich als Wehrturm genutzt und wurde später erhöht. Die Sakristei wurde östlich angebaut. Das Altarkreuz hat einen wohl spätgotischen Korpus. 1814 wurde die Kirche umfangreich umgebaut. Dabei wurden Dach und Giebel verändert, der Eingang von der Süd- auf die Westseite verlegt sowie eine Empore eingebaut. 1954 erfolgte der Rückbau der Empore im Chor und der Einbau einer neuen Empore im Westteil. Ferner wurden 1954 die Decke, das Gestühl, der Altar und die Kanzel erneuert. 1993 wurden die Fassaden außen und innen saniert.
1894 erhielt die Kirche ihre erste Orgel, die 1954 ersetzt wurde. Diese wurde 1983 auf zwei Manuale erweitert. 1829 und 1851 erhielt die Kirche neue Glocken. Der Verbleib der alten Glocken ist unbekannt. 1917 wurde die große Bronzeglocke eingeschmolzen. Sie wurde 1921 durch zwei Stahlglocken ersetzt. Vermutlich 1943/44 wurde die kleine Bronzeglocke eingeschmolzen. Erst 1972/73 wurden die drei heutigen Glocken und eine neue Turmuhr mit elektrischer Läuteanlage eingebaut. Das Pfarrhaus mit Gemeindezentrum und Kindergarten wurde 1969 erbaut.
Boll hat auch einen Kirchenchor, der um 1925 gegründet wurde.
Bochingen blieb nach der Reformation katholisch. Die überwiegend erst nach dem Zweiten Weltkrieg zugezogenen evangelischen Bewohner wurden der Kirchengemeinde Boll zugeordnet.

### Kirchengemeinde Horb-Dettingen
Die Kirchengemeinde Horb-Dettingen (etwa 1.400 Mitglieder) umfasst die Stadtteile Dettingen, Betra, Dießen, Ihlingen und Rexingen der Stadt Horb am Neckar sowie die Stadtteile Fischingen und Glatt der Stadt Sulz am Neckar. Dettingen blieb nach der Reformation zunächst katholisch. Anfang des 19. Jahrhunderts machte sich der Pietismus breit und es kam zu Konversionen zum evangelischen Glauben. So wurde bereits 1874 bis 1876 eine eigene Kirche erbaut und 1890 auch eine eigene Pfarrei errichtet, die aber zunächst noch zur Kirchengemeinde Mühlen am Neckar gehörte und erst im 20. Jahrhundert als eigenständige Kirchengemeinde errichtet wurde. Ihr wurden später auch die evangelischen Bewohner der heutigen Stadtteile Betra, Dießen, Ihlingen (1951) und Rexingen (1951) sowie die heutigen Stadtteile Fischingen und Glatt der Stadt Sulz am Neckar zugeordnet, die nach der Reformation katholisch blieben und dann teilweise zunächst zu Dettlingen bzw. Mühlen am Neckar gehörten. In Rexingen dient die ehemalige Synagoge seit 1952 als evangelische Kirche, im Wasserschloss Glatt nutzt die Kirchengemeinde die Schlosskapelle.
Die Kirchengemeinde Dettingen gehörte zunächst zum Kirchenkreis der hohenzollerischen Lande der Evangelischen Kirche der altpreußischen Union. Durch Vertrag dieser Landeskirche mit der Evangelischen Landeskirche in Württemberg wurde die Kirchengemeinde Dettingen mit vier anderen preußischen evangelischen Kirchengemeinden mit Wirkung vom 1. April 1950 in die württembergische Landeskirche umgegliedert und dem Kirchenbezirk Sulz am Neckar zugeordnet. Dabei wurden auch die bisher zur Kirchengemeinde Horb am Neckar gehörigen Orte Ihlingen und Rexingen der Kirchengemeinde Dettingen zugeordnet. Im Gegenzug wurden die Orte Dettensee, Dettlingen und Heidenhof von der Kirchengemeinde Dettingen gelöst und den Kirchengemeinden Mühlen am Neckar, Schopfloch (Kirchenbezirk Freudenstadt) bzw. Oberiflingen zugeordnet.
In den evangelischen Gemeinden in Hohenzollern hat die altpreußische Gottesdienstform auf Wunsch der Gemeinden auch weiterhin Bestand.
Bis 5. Dezember 1971 gehörte auch die Gemeinde Empfingen zur Kirchengemeinde Dettingen, bevor diese der Kirchengemeinde Mühlheim am Bach angegliedert wurde. Inzwischen gibt es dort eine selbständige Kirchengemeinde.

### Kirchengemeinde Dornhan

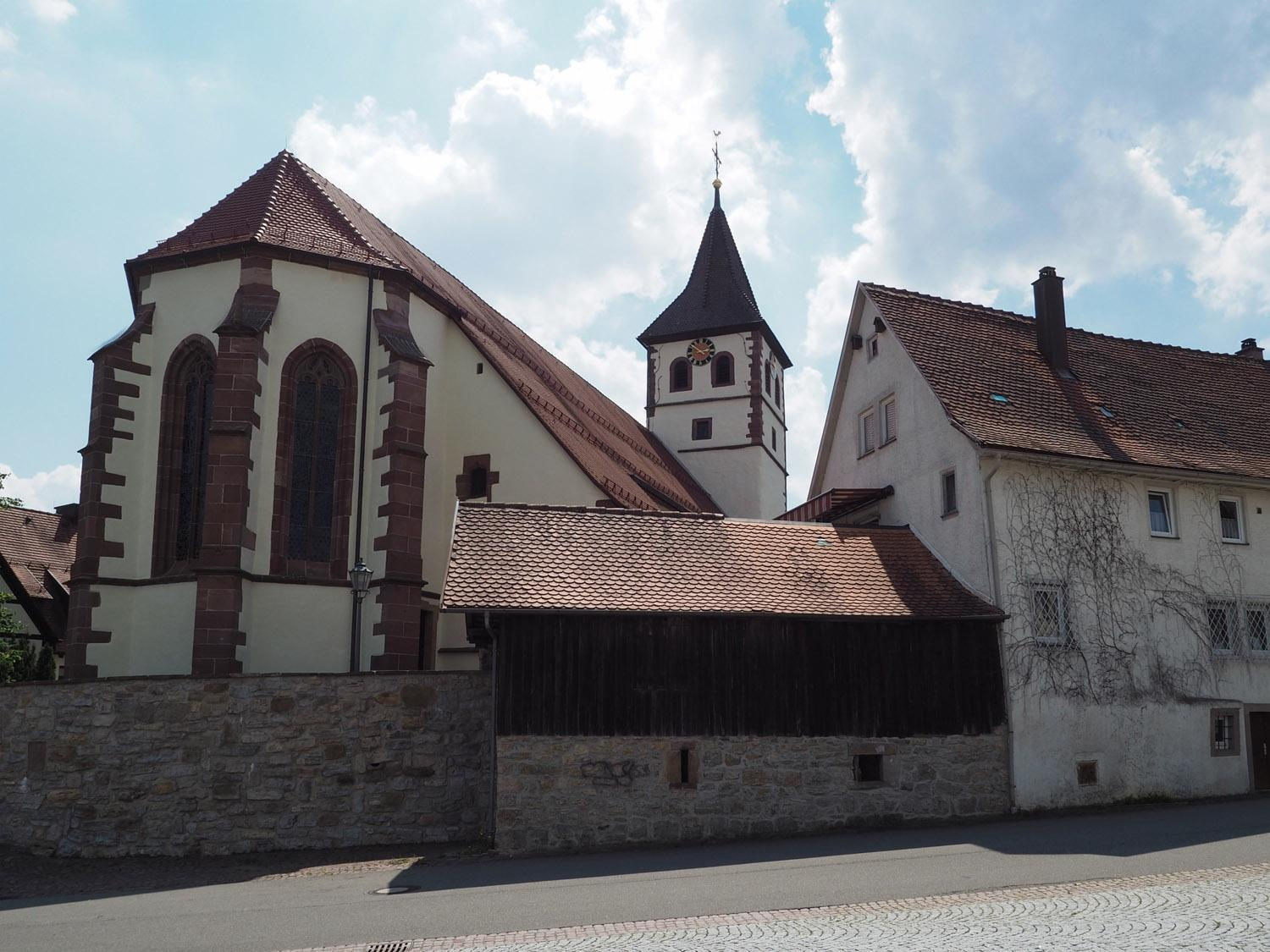
Ev. Stadtkirche Dornhan

Die Kirchengemeinde Dornhan (etwa 1.800 Mitglieder) umfasst die Kernstadt und den Stadtteil Busenweiler der Stadt Dornhan. Die Stadtteile Marschalkenzimmern und Weiden bilden eigene Kirchengemeinden. Ebenso der Stadtteil Fürnsal, zu dessen Kirchengemeinde auch die Stadtteile Bettenhausen und Leinstetten gehören. Die Kirchengemeinde Fürnsal wurde durch Bekanntmachung des Oberkirchenrats vom 4. Januar 1968 in den Kirchenbezirk Freudenstadt umgegliedert. Gleichzeitig wurde dort die Kirchengemeinde Oberbrändi neu gebildet.
Eine Pfarrkirche wird in Dornhan bereits 1273 erwähnt, als sie dem Kloster Alpirsbach inkorporiert wurde. Zu ihrem Sprengel gehörten auch die Orte Busenweiler, Betzweiler, Gundelshausen sowie bis ins 16. Jahrhundert auch Neunthausen und Niederdobel. Später wurden dort teilweise eigene Pfarreien errichtet. Lediglich Busenweiler gehört bis heute noch zur Pfarrei Dornhan. Die ursprünglich romanische Westturmanlage der Dornhaner Kirche hat einen spätgotischen Chor und ein Langhaus, das in der Barockzeit nach einem Brand von 1718 umgestaltet wurde.
Im zugehörigen Ort Busenweiler gibt es eine Kirche, die aus einer ursprünglich romanischen Kapelle hervorging. Diese wurde im Mittelalter und dann nochmals nach einem Brand 1718 verändert. Busenweiler bildete bis 1925 eine eigenständige Kirchengemeinde, die erst durch Bekanntmachung des Oberkirchenrats vom 7. Januar 1925 mit der Kirchengemeinde Dornhan vereinigt wurde.
Kirchlich gehörte bis 31. März 1948 auch der Ort Vierundzwanzig Höfe (heute zur Gemeinde Loßburg gehörig) zur Kirchengemeinde Dornhan, seit 1. April 1948 zur Kirchengemeinde Betzweiler. Ferner war bereits durch Bekanntmachung des Konsistoriums vom 30. Juni 1908 das Bahnwarthaus Nr. 96 bei Loßburg von der Kirchengemeinde Dornhan in die Kirchengemeinde Loßburg umgegliedert worden.

### Kirchengemeinde Fluorn

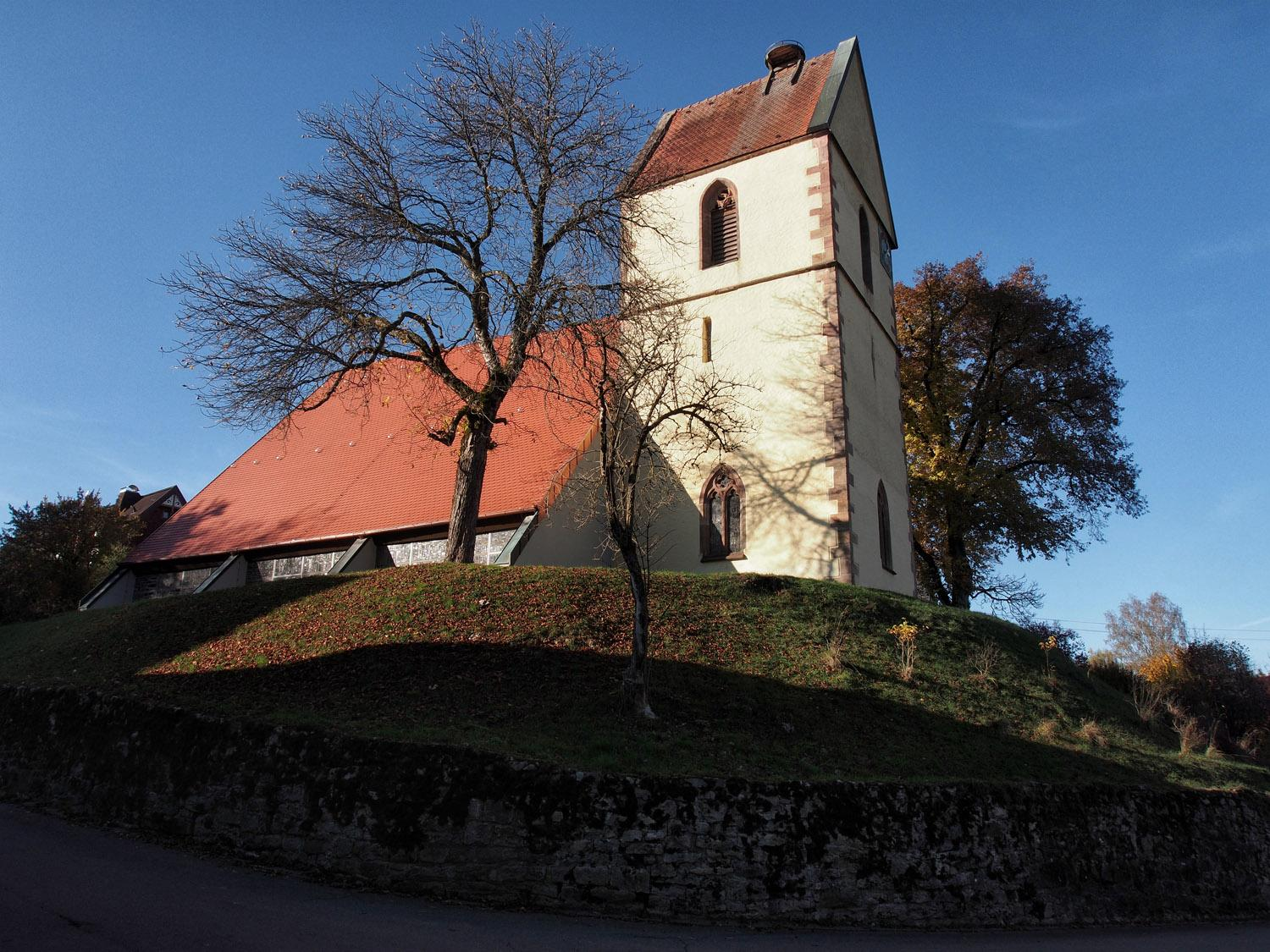
Evangelische Kirche Fluorn

Die Kirchengemeinde Fluorn (etwa 1.550 Mitglieder) umfasst die Gemeinde Fluorn-Winzeln und den Stadtteil Waldmössingen der Stadt Schramberg. In Fluorn wird bereits 1275 eine Pfarrei und 1279 eine Kirche erwähnt, die im Besitz des Augustinerinnenklosters Oberndorf war. Über die Herren von Geroldseck gelangte der Kirchensatz 1471 an Württemberg, das die Reformation einführte. Die romanisch-gotische Evangelische Kirche Fluorn ist eine ehemalige Wehrkirche.
Das Pfarramt in Fluorn betreut auch die evangelischen Bewohner aus Winzeln und Waldmössingen. In beide Orte, die nach der Reformation katholisch blieben, zogen überwiegend erst nach dem Zweiten Weltkrieg evangelische Bewohner zu. Sie wurden der Kirchengemeinde Fluorn zugeordnet.
Bis 1911 gehörten auch die evangelischen Bewohner von Hochmössingen zur Kirchengemeinde Fluorn. Durch Bekanntmachung des Oberkirchenrats vom 9. November 1911 wurden diese der Kirchengemeinde Marschalkenzimmern zugeordnet. Ferner gehörten bis 1965 auch die evangelischen Bewohner von Seedorf zur Kirchengemeinde Fluorn. Durch Bekanntmachung des Oberkirchenrats vom 4. Januar 1965 wurden diese der Kirchengemeinde Sulgen zugeordnet.
Von 1911 bis 1959 gehörte auch der Weiler Heiligenbronn (damals Gemeinde Sulgen) zur Kirchengemeinde Fluorn. Er war 1911 von der Kirchengemeinde Schönbronn (1960 in der Kirchengemeinde Locherhof aufgegangen) in die Kirchengemeinde Fluorn umgegliedert worden. Mit Bildung der Kirchengemeinde Sulgen 1959 wurde auch Heiligenbronn der neuen Kirchengemeinde Sulgen zugeordnet.

### Gesamtkirchengemeinde Hopfau-Dürrenmettstetten

#### Kirchengemeinde Dürrenmettstetten
Die Kirchengemeinde Dürrenmettstetten umfasst den Stadtteil Dürrenmettstetten der Stadt Sulz am Neckar. Eine Kapelle bestand wohl seit der Reformation oder früher. Sie war wohl stets Filiale von Hopfau. Im 18. Jahrhundert wurde sie abgebrochen und an ihrer Stelle 1743 bis 1745 die heutige evangelische Kirche erbaut. Die Kirchengemeinde Dürrenmettstetten wird vom Pfarramt Hopfau betreut.

#### Kirchengemeinde Hopfau
Die Kirchengemeinde Hopfau (etwa 440 Mitglieder) umfasst den Stadtteil Hopfau der Stadt Sulz am Neckar. 1222 wird in Hopfau ein Leutpriester erwähnt. Die Kirche gelangte 1278 von Graf Hermann von Sulz an das Kloster Alpirsbach. Im 16. Jahrhundert wurde Hopfau auch Pfarrei für die Orte Neunthausen und Niederdobel. Die ursprünglich romanische Kirche wurde 1497 spätgotisch erneuert. Der Chor stammt von 1731.
Das Pfarramt Hopfau betreut auch die Kirchengemeinde Dürrenmettstetten.

### Kirchengemeinde Horb am Neckar

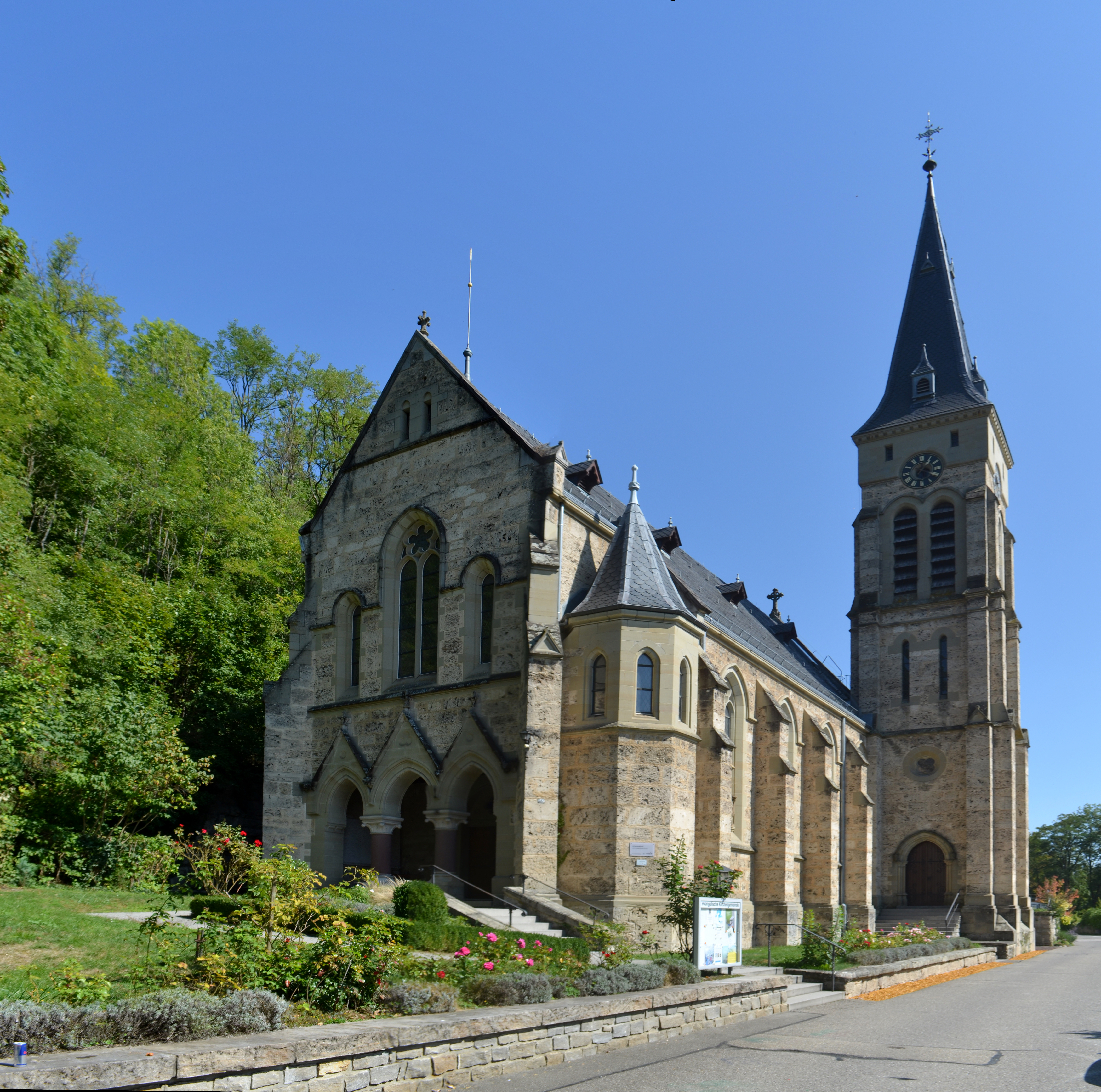
Johanniskirche in Horb am Neckar

Die Kirchengemeinde Horb am Neckar (etwa 3.950 Mitglieder) umfasst die Kernstadt und die Stadtteile Altheim, Bildechingen, Grünmettstetten, Isenburg und Nordstetten der Stadt Horb am Neckar sowie den Hauptort der Gemeinde Eutingen im Gäu. Der Stadtteil Mühlen am Neckar bildet eine eigene Kirchengemeinde, zu der auch die Stadtteile Ahldorf, Dettensee und Mühringen gehören. Der Stadtteil Dettingen bildet ebenfalls eine eigene Kirchengemeinde, zu der auch die Stadtteile Betra, Dießen, Ihlingen und Rexingen gehören. Die Stadtteile Bittelbronn und Dettlingen gehören zur Kirchengemeinde Schopfloch (Kirchenbezirk Freudenstadt) und die Stadtteile Ober- und Untertalheim bilden die Teilkirchengemeinde Talheim innerhalb der Gesamtkirchengemeinde Haiterbach-Talheim (Kirchenbezirk Calw-Nagold).
Die Stadt Horb am Neckar und das gesamte Umland blieb nach der Reformation katholisch. Erst im 19. Jahrhundert, in den Stadtteilen meist erst nach dem Zweiten Weltkrieg, zogen auch evangelische Bewohner zu. 1866 wurde in Horb eine unständige Pfarrverweserei eingerichtet. Sie wurde von Mühlen aus durch Pfarrer Jehle betreut. Die Gottesdienste in Horb fanden in den katholischen Kirchen statt. Am 9. Mai 1895 wurde der Grundstein zum Bau einer eigenen evangelischen Kirche in Horb gelegt. Die Einweihung der neogotischen Kirche war am 19. November 1896, sie erhielt den Namen Johanneskirche. Architekt war Theophil Fey aus Stuttgart. Im Innern ist besonders das farbige Chorfenster sowie das hängende Kruzifix von Bildhauer Zeiser aus Stuttgart zu erwähnen. Das Fenster zeigt den Evangelisten Johannes, die Apostel Paulus und Petrus sowie Jakobus. An der Südseite der Außenfassade befinden sich zwei Steinskulpturen, die Johannes als Täufer und Apostel darstellen. Die 1896 eingebaute Orgel wurde 1991 durch eine neue Orgel ersetzt. Das Glockengeläut im Turm stammt von 1956, nachdem die Vorgängerglocken im Zweiten Weltkrieg verloren gingen.
1897 wurde Horb eine eigene Pfarrei und Pfarrverweser Kirn zum ersten Stadtpfarrer ernannt. In jener Zeit wurde wohl auch die eigene Kirchengemeinde Horb gegründet. Ihr wurden später auch die oben genannten heutigen Stadtteile Horbs und durch Bekanntmachung des Konsistoriums vom 1. Februar 1913 auch die Gemeinde Eutingen im Gäu, die bis dahin noch zur Kirchengemeinde Hochdorf im Kirchenbezirk Nagold gehörte, zugeordnet. Der heutige Stadtteil Bildechingen wurde jedoch erst durch Bekanntmachung des Oberkirchenrats vom 10. März 1937 von der Kirchengemeinde Mühlen am Neckar der Kirchengemeinde Horb am Neckar zugeordnet. Der auf Gemarkung Rohrdorf (heute zu Eutingen gehörig) gelegene Bahnhof Eutingen wurde erst durch Bekanntmachung des Oberkirchenrats vom 24. Juli 1934 vom Kirchenbezirk Tübingen (Kirchengemeinde Eckenweiler) in den Kirchenbezirk Sulz am Neckar umgegliedert und der Kirchengemeinde Horb am Neckar zugeordnet. Heute gibt es drei Pfarrämter innerhalb der Kirchengemeinde Horb, das Pfarramt I, das Pfarramt II und das Pfarramt III.
Außer der Johanneskirche besitzt die Kirchengemeinde Horb auch zwei Gemeindehäuser, eines in der Weingasse und das Gemeindehaus Hohenberg in der Lerchenstraße, wo sich jeweils auch ein Kindergarten (Johanneskindergarten, gegründet 1966 und Kindergarten Hohenberg, gegründet 1993) in Trägerschaft der Kirchengemeinde befindet. Neben den Gottesdiensten in der Johanneskirche finden auch in den Stadtteilen und in Eutingen im Gäu regelmäßig Gottesdienste statt, so etwa im Schwesternheim in Altheim, in der Katholischen Kirche Bildechingen, im Schloss Nordstetten sowie in der Pfarrscheuer der Katholischen Kirchengemeinde Eutingen.
Die Kirchengemeinde Horb hat auch einen Kirchenchor mit etwa 20 Mitgliedern (gegründet 1936) und einen Posaunenchor mit etwa 10 Mitgliedern. Sie gibt im Vierteljahresrhythmus einen Gemeindebrief heraus.

### Gesamtkirchengemeinde Leidringen-Rotenzimmern

#### Kirchengemeinde Leidringen

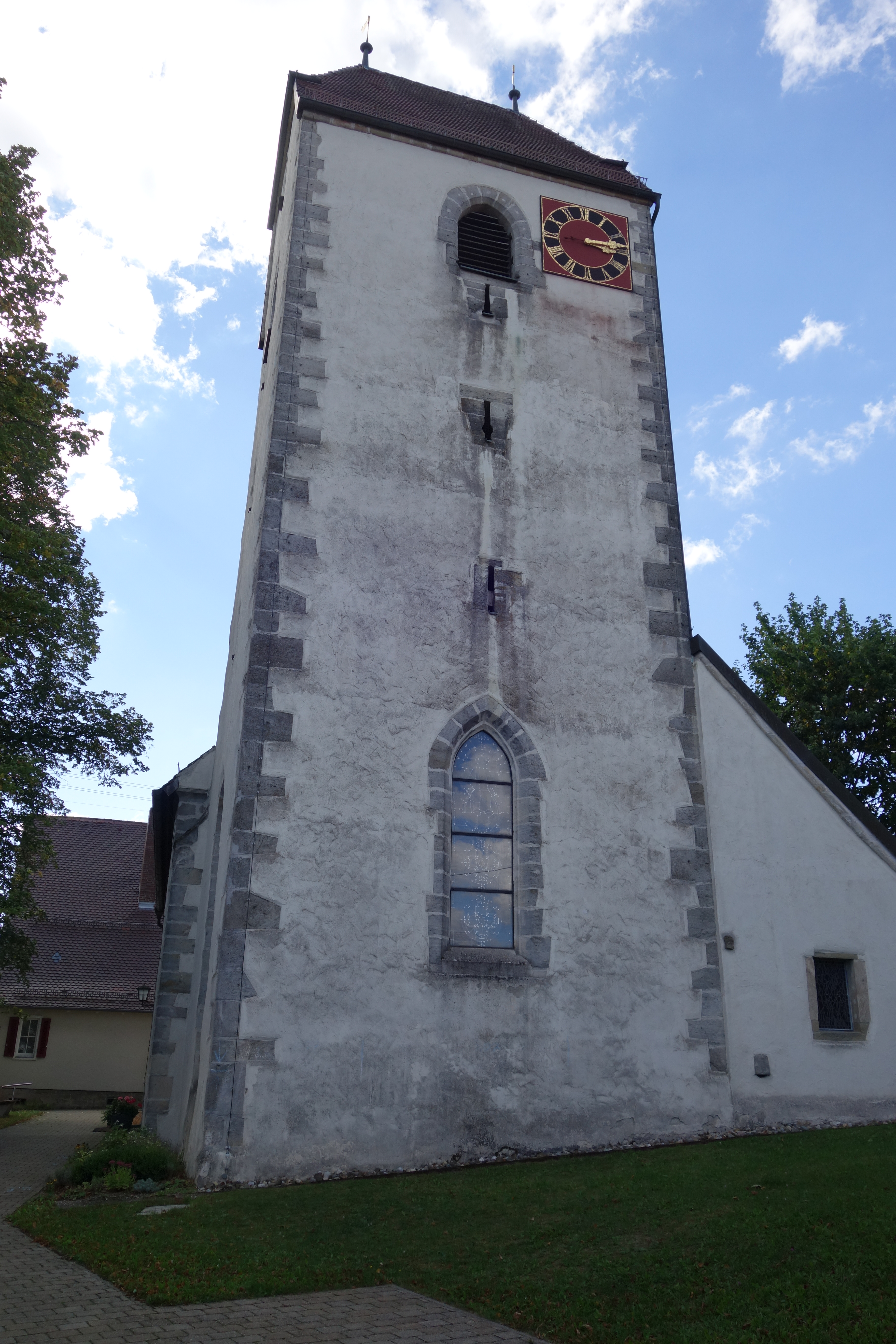
Evang. Kirche Leidringen

Die Kirchengemeinde Leidringen (etwa 850 Mitglieder) umfasst den Stadtteil Leidringen der Stadt Rosenfeld. Eine Kirche und Pfarrei wird in Leidringen bereits 1179 erwähnt, ab 1454 wurde sie St. Petrus genannt. Das Patronatsrecht hatte das Kloster St. Georgen. 1534 wurde die Reformation eingeführt. Die Kirche in Leidringen ist im Wesentlichen spätgotisch und hat einen Ostchorturm. Das Pfarramt Leidringen betreut auch die Kirchengemeinde Rotenzimmern.

#### Kirchengemeinde Rotenzimmern
Die Kirchengemeinde Rotenzimmern umfasst den Ortsteil Rotenzimmern der Gemeinde Dietingen. Rotenzimmern gelangte nach der Reformation an Württemberg, wo es zum Klosteramt St. Georgen gehörte. Die Kirche in Rotenzimmern ist neueren Datums. Die Kirchengemeinde Rotenzimmern wird vom Pfarramt Leidringen betreut.

### Kirchengemeinde Locherhof

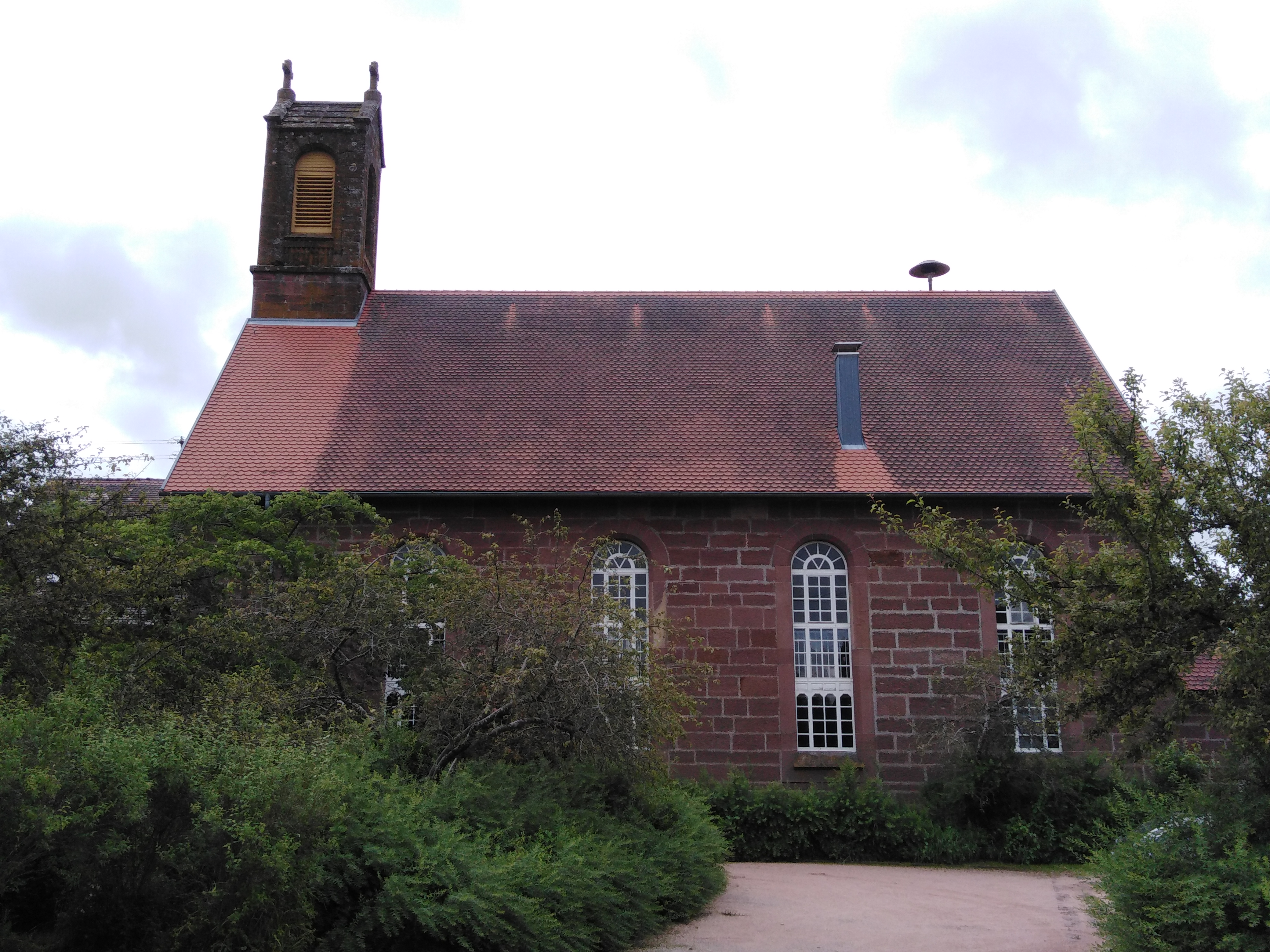
Ev. Kirche Schönbronn

Die Kirchengemeinde Locherhof (etwa 1.650 Mitglieder) umfasst die Gemeinde Eschbronn mit ihren beiden Ortsteilen Locherhof und Mariazell, die Gemeinde Hardt, den Stadtteil Schönbronn der Stadt Schramberg sowie den Hauptort der Gemeinde Dunningen (der Ortsteil Seedorf gehört zur Kirchengemeinde Sulgen).
Locherhof ist eine aus mehreren Siedlungen entstandene Ortschaft, die 1806 eine selbständige Gemeinde wurde. Kirchlich gehörte Locherhof früher zur Pfarrei und Kirchengemeinde Schönbronn, die 1835 als Pfarrverweserei für die Orte Schönbronn, Sulgen, Schramberg, Locherhof, Mariazell und Dunningen gebildet wurde. 1857/58 wurde in Schönbronn auch eine Kirche erbaut. Sie betreute das gesamte – überwiegend katholische – Umland, so etwa auch die evangelischen Bewohner von Schramberg, bis dort 1874 eine eigene Kirche erbaut wurde. 1959 wurde in Locherhof neben Schönbronn eine weitere Kirche, die Christuskirche, erbaut. Sie ist mit schwarzem Schiefer gedeckt. Schon früher war Locherhof eine Filialkirchengemeinde von Schönbronn geworden. Durch Bekanntmachung des Oberkirchenrats vom 23. Juni 1959 wurde die Filialkirchengemeinde Locherhof dann von der Muttergemeinde Schönbronn gelöst und zur selbständigen Kirchengemeinde erhoben, bis schließlich durch Bekanntmachung vom 3. August 1960 die Kirchengemeinde Schönbronn völlig aufgelöst und ihr Gebiet der Kirchengemeinde Locherhof zugeteilt wurde.
Zur Kirchengemeinde Locherhof gehört ferner der Ortsteil Mariazell. Dieser Ort blieb nach der Reformation katholisch, bzw. er wurde nach vorübergehender Einführung der Reformation wieder rekatholisiert. Evangelische Bewohner zogen überwiegend erst nach dem Zweiten Weltkrieg zu. Sie wurden dann der Kirchengemeinde Locherhof zugeordnet. Ebenso verhält es sich mit der Gemeinde Hardt, das erst 1839 von Mariazell abgetrennt und zur eigenständigen Gemeinde erhoben wurde. Die evangelischen Bewohner gehörten dann zunächst zur Kirchengemeinde Schönbronn und wurden nach deren Auflösung 1959 der Kirchengemeinde Locherhof zugeordnet. Dunningen blieb nach der Reformation ebenfalls katholisch. Auch hier wurden die evangelischen Bewohner der Kirchengemeinde Locherhof zugeordnet. In Dunningen finden inzwischen aber im Pfarrsaal der katholischen Kirchengemeinde Dunningen auch evangelische Gottesdienste statt.

### Gesamtkirchengemeinde Marschalkenzimmern-Weiden
Die Gesamtkirchengemeinde Marschalkenzimmern-Weiden umfasst die Stadtteile Marschalkenzimmern und Weiden der Stadt Dornhan. Sie entstand am 1. Januar 2013 durch die Fusion der Kirchengemeinden Marschalkenzimmern und Weiden.

#### Kirchengemeinde Marschalkenzimmern
Die Kirchengemeinde Marschalkenzimmern (etwa 1.400 Mitglieder) umfasst den Stadtteil Marschalkenzimmern der Stadt Dornhan. Eine Kirche wird in Marschalkenzimmern bereits 1275 erwähnt. Das Patronat hatten die Grafen von Lupfen als Lehen der Ortsherren. Württemberg führte 1598 die Reformation ein. 1635 wurde die Pfarrei Marschalkenzimmern aufgehoben und der Ort nach Fürnsal, später nach Dornhan zugeteilt. 1682 hatte der Ort jedoch wieder eigene Vikare und 1739 wurde die Pfarrei wieder errichtet. 1634 brannte die alte Kirche ab. Daher wurde 1712 eine neue mit Dachreiter erbaut. Zur Pfarrei Marschalkenzimmern gehört bis heute auch die Nachbarkirchengemeinde Weiden und gemäß Bekanntmachung des Oberkirchenrats vom 9. November 1911 auch Hochmössingen, das nach der Reformation katholisch blieb und keine Kirche hat. 1964 wurde in Marschalkenzimmern die Christuskirche erbaut.

#### Kirchengemeinde Weiden

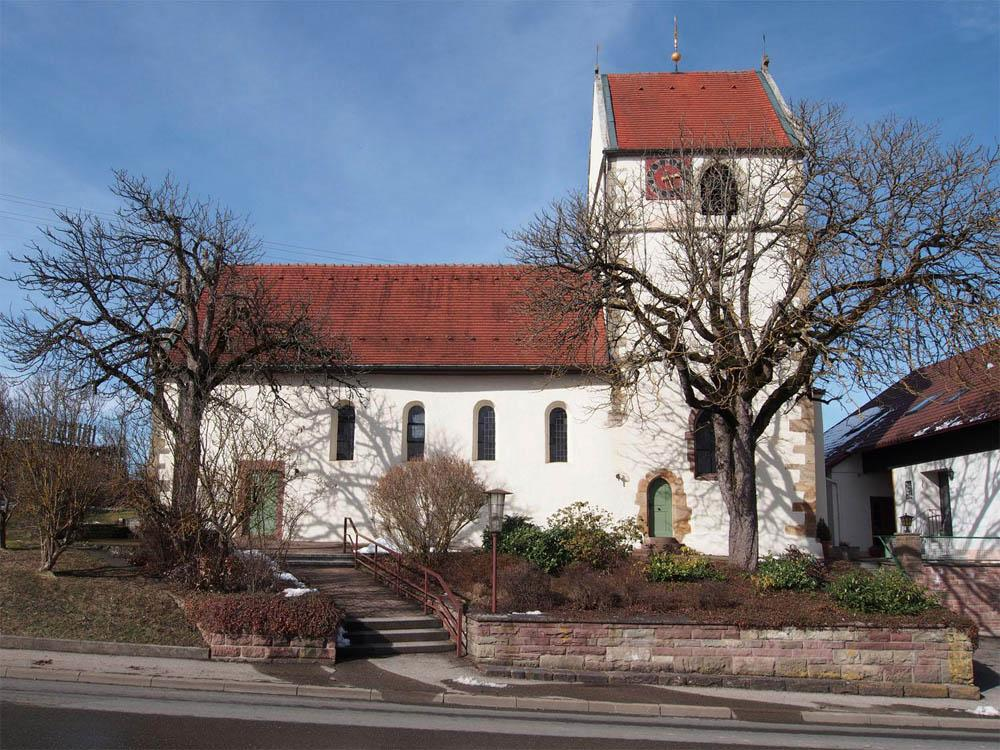
Nikolauskirche in Weiden

Die Kirchengemeinde Weiden (etwa 530 Mitglieder) umfasst den Stadtteil Weiden der Stadt Dornhan. Kirchlich gehörte Weiden seit der Reformation zu Aistaig, ab 1963 allerdings zu Marschalkenzimmern. Eine Kirche zum Heiligen Kreuz wird 1551 genannt, allerdings stammt der Turm noch aus der Römerzeit und diente wahrscheinlich als Wachtturm. Württemberg führte die Reformation ein. Die ursprünglich romanische Kirche wurde gotisch verändert und nach der Reformation säkularisiert, dennoch fanden weiterhin sogenannte „Betstunden“ statt. 1836 wurde sie jedoch wieder für kirchliche Zwecke reaktiviert und wird jetzt Nikolauskirche genannt. Die Kirchengemeinde Weiden wird bis heute vom Pfarramt Marschalkenzimmern betreut. 1966 wurde die Kreuzkirche hauptsächlich im Innenraum renoviert und restauriert. Besonders auffallend ist das spätgotische Kruzifix aus der Ulmer Schule, des Weiteren befinden sich im Kirchturm zwei der ältesten Glocken des Landes. Die Orgel wurde 1870 von der Orgelbaufirma Gebrüder Link in Giengen an der Brenz gebaut und verfügt über 5 Manualregister sowie 2 Pedalregister.

### Kirchengemeinde Mühlen am Neckar

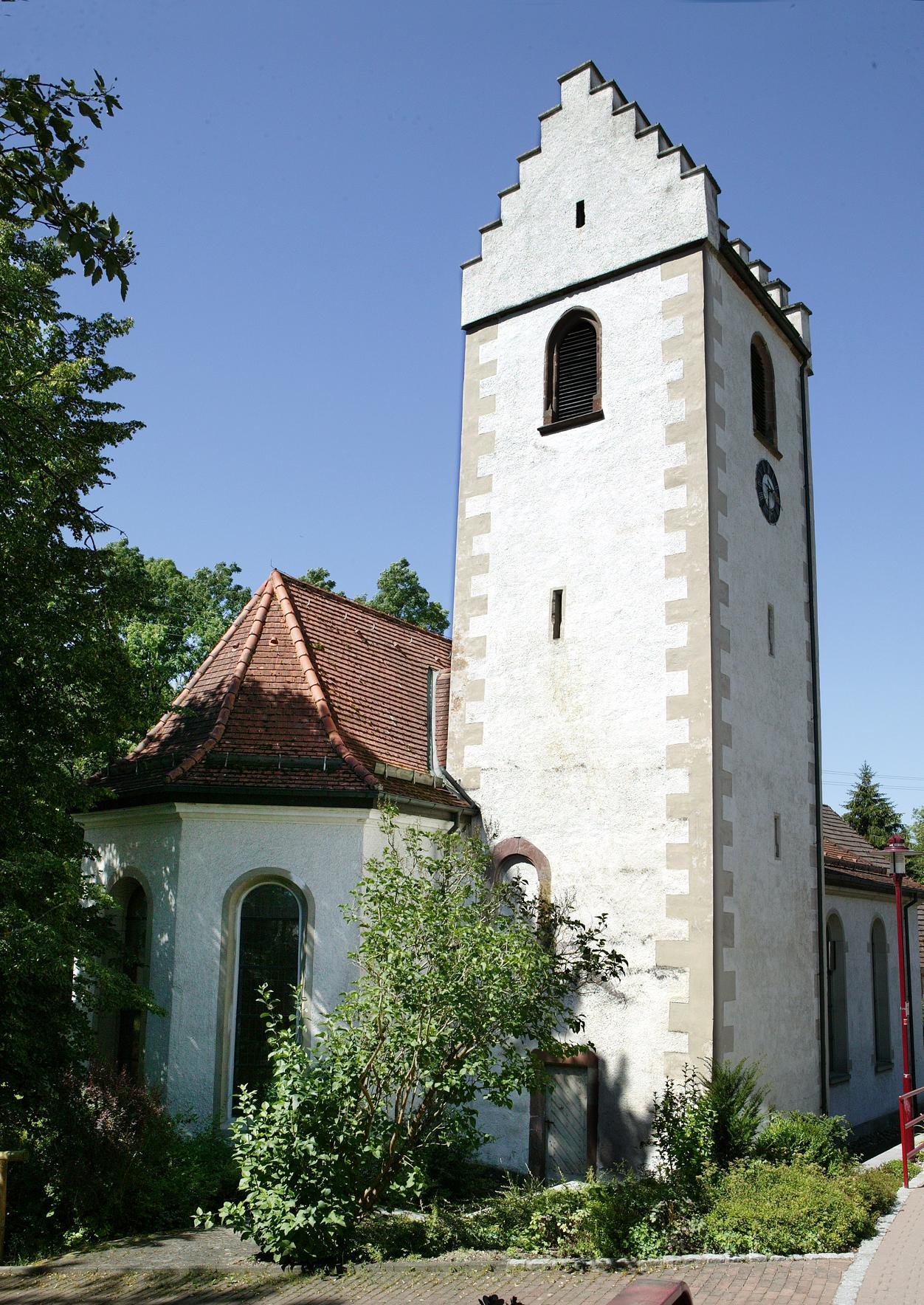
Remigiuskirche in Mühlen

Die Kirchengemeinde Mühlen am Neckar (etwa 1.450 Mitglieder) umfasst die Stadtteile Mühlen am Neckar, Ahldorf, Dettensee und Mühringen der Stadt Horb am Neckar sowie die Ortsteile Bierlingen, Felldorf und Wachendorf der Gemeinde Starzach (Landkreis Tübingen). Dabei gehörte Dettensee bis 1. April 1951 noch zur Evangelischen Kirche der Altpreußischen Union und war Teil der Kirchengemeinde Dettingen/Hohenz (heute Dettingen; siehe oben). Damals wurde Dettensee in die württembergische Landeskirche umgegliedert und der Kirchengemeinde Mühlen am Neckar zugeordnet.
Eine Kirche ist in Mühlen bereits ab 1275 als Pfarrsitz nachweisbar. Der Kirchensatz war teilweise bei der Grafschaft Werdenberg-Heiligenberg, später ganz bei der Ortsherrschaft, welche die Reformation einführte. Das ab 1612 als Remigiuskirche bekannte Gotteshaus hat einen spätgotischen Turm mit romanischem Sockel, das Schiff stammt aus dem 18. Jahrhundert.
In den zur Kirchengemeinde Mühlen am Neckar gehörigen Stadtteilen gibt es meist keine evangelischen Kirchen, da diese Orte nach der Reformation katholisch blieben und evangelische Bewohner überwiegend erst nach dem Zweiten Weltkrieg zuzogen. Lediglich in Mühringen wurde 1965 eine eigene Kirche, die Friedenskirche, erbaut. Ebenso verhält es sich in den heute zur Gemeinde Starzach gehörigen Ortsteilen. Die evangelischen Bewohner dieser überwiegend katholischen Orte wurden daher ebenfalls der Kirchengemeinde Mühlen am Neckar zugeordnet, wobei Wachendorf bis 1968 zur Kirchengemeinde Remmingsheim im Kirchenbezirk Tübingen gehörte und durch Bekanntmachung des Oberkirchenrats vom 8. Oktober 1968 in den Kirchenbezirk Sulz am Neckar umgegliedert und der Kirchengemeinde Mühlen am Neckar zugeordnet wurde.
Bis 1937 gehörte auch Bildechingen zur Kirchengemeinde Mühlen am Neckar. Durch Bekanntmachung des Oberkirchenrats vom 10. März 1937 wurde Bildechingen der Kirchengemeinde Horb am Neckar zugeordnet.

### Gesamtkirchengemeinde Mühlheim am Bach
Die Gesamtkirchengemeinde Mühlheim am Bach umfasst die Stadtteile Mühlheim am Bach und Renfrizhausen der Stadt Sulz am Neckar sowie die Gemeinde Empfingen. Sie wurde 1995 errichtet und besteht heute aus den drei nachfolgenden Kirchengemeinden Empfingen (seit 2001), Mühlheim am Bach und Renfrizhausen.

#### Kirchengemeinde Empfingen
Die Kirchengemeinde Empfingen (etwa 650 Mitglieder) umfasst die Gemeinde Empfingen. Der Ort blieb nach der Reformation katholisch. Überwiegend erst nach dem Zweiten Weltkrieg zogen auch evangelische Bewohner zu. Sie wurden der Kirchengemeinde Mühlheim am Bach zugeordnet. Mit Wirkung vom 11. November 2001 wurde der Gemeindebezirk Empfingen aus der Kirchengemeinde Mühlheim am Bach ausgegliedert und aus diesem Gemeindebezirk die selbständige Kirchengemeinde Empfingen innerhalb der Gesamtkirchengemeinde Mühlheim am Bach neu gebildet. Bis heute wird die Kirchengemeinde Empfingen jedoch vom Pfarramt Mühlheim am Bach betreut. In Empfingen finden aber regelmäßig Gottesdienste in der Friedhofskapelle Empfingen statt.

#### Kirchengemeinde Mühlheim am Bach
Die Kirchengemeinde Mühlheim am Bach (etwa 1.200 Mitglieder) umfasst den Stadtteil Mühlheim am Bach der Stadt Sulz am Neckar. Kirchlich war Mühlheim am Bach zunächst Filiale von Empfingen. Nach der Reformation wurde Mühlheim am Bach eigene Pfarrei. Die alte Kirche von 1550 wurde im 18. Jahrhundert durch den heutigen Bau ersetzt. Dabei wurde ein Teil des Turmes mitverwendet. 1995 wurden die Kirchengemeinde Mühlheim am Bach und die Kirchengemeinde Renfrizhausen zur Gesamtkirchengemeinde Mühlheim am Bach zusammengeschlossen.
Vom 5. Dezember 1971 bis 2001 gehörte auch Empfingen zur Kirchengemeinde Mühlheim am Bach, das zuvor Bestandteil der Kirchengemeinde Dettingen war. Mit Wirkung vom 11. November 2001 wurde der Gemeindebezirk Empfingen jedoch aus der Kirchengemeinde Mühlheim am Bach ausgegliedert und die selbständige Kirchengemeinde Empfingen innerhalb der Gesamtkirchengemeinde Mühlheim am Bach gebildet. Das Pfarramt Mühlheim am Bach betreut auch die Kirchengemeinden Empfingen und Renfrizhausen.

#### Kirchengemeinde Renfrizhausen
Die Kirchengemeinde Renfrizhausen umfasst den Stadtteil Renfrizhausen der Stadt Sulz am Neckar. Kirchlich gehörte Renfrizhausen zunächst zu Empfingen. Nach der Reformation wurde es der neugegründeten Pfarrei Mühlheim am Bach zugeordnet. Die ursprünglich romanische Chorturmkirche erhielt 1725 ein neues Langhaus. 1995 wurde die Kirchengemeinde Renfrizhausen und die Kirchengemeinde Mühlheim am Bach zur Gesamtkirchengemeinde Mühlheim am Bach zusammengeschlossen. Die Kirchengemeinde Renfrizhausen wird bis heute vom Pfarramt Mühlheim am Bach betreut.
Durch Bekanntmachung des Oberkirchenrats vom 7. Januar 1957 wurden auch die Evangelischen aus Bernstein, die bis dahin zur Kirchengemeinde Bergfelden gehörten, der Kirchengemeinde Renfrizhausen zugeordnet.

### Kirchengemeinde Oberndorf am Neckar

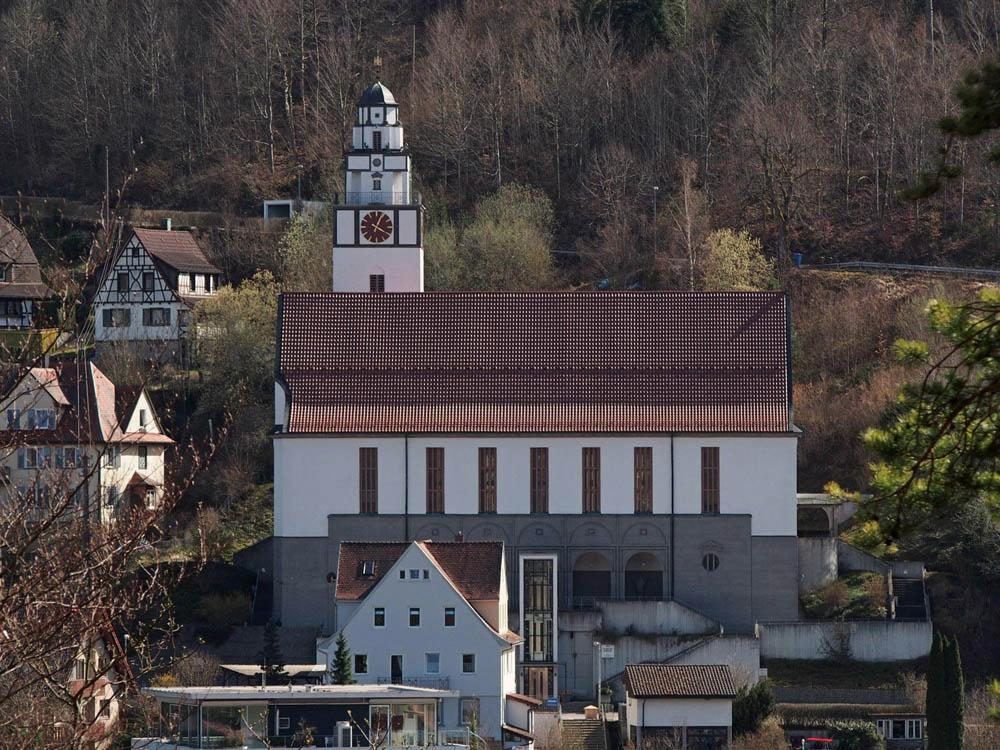
Ev. Stadtkirche Oberndorf

Die Kirchengemeinde Oberndorf am Neckar (etwa 2.800 Mitglieder) umfasst die Kernstadt und die Stadtteile Altoberndorf und Beffendorf der Stadt Oberndorf am Neckar. Die Stadtteile Aistaig (mit dem durch Bekanntmachung des Oberkirchenrats vom 10. Mai 1928 von Oberndorf in die Kirchengemeinde Aistaig umgegliederten Weiler Lautenbach) und Boll bilden eigene Kirchengemeinden, wobei zu Boll auch der Stadtteil Bochingen gehört. Der Stadtteil Hochmössingen gehört zur Kirchengemeinde Marschalkenzimmern (Stadt Dornhan).
Oberndorf am Neckar blieb nach der Reformation infolge der Zugehörigkeit zu Österreich katholisch. Erst Anfang des 19. Jahrhunderts zogen auch evangelische Bewohner zu. 1820 wurde der erste evangelische Gottesdienst in Oberndorf am Neckar gefeiert. Der jungen Gemeinde diente zunächst die Kirche des ehemaligen Augustinerklosters als Gottesdienstraum. 1836 wurde in Oberndorf eine eigene Pfarrei errichtet und 1916 wurde die evangelische Stadtkirche erbaut. Infolge starken Zuzugs wurde die Gründung einer zweiten Pfarrei nötig. So entstand die Pfarrei Lindenhof, die auch die evangelischen Bewohner von Beffendorf betreute. Im Lindenhof gibt es ein eigenes Gemeindezentrum. Heute werden die beiden Pfarrämter in Oberndorf am Neckar mit Pfarramt I und Pfarramt II bezeichnet.
Altoberndorf und Beffendorf blieben wie nach der Reformation ebenfalls katholisch. Die überwiegend erst nach dem Zweiten Weltkrieg zugezogenen evangelischen Bewohner wurden der Kirchengemeinde Oberndorf am Neckar zugeordnet.
Von 1908 bis 1969 gehörte auch Epfendorf zur Kirchengemeinde Oberndorf am Neckar. Es war durch Bekanntmachung des Konsistoriums vom 12. November 1908 von der Kirchengemeinde Trichtigen nach Oberndorf umgegliedert worden, wurde dann aber durch Bekanntmachung des Oberkirchenrats vom 3. November 1969 wieder der Kirchengemeinde Trichtingen zugeordnet.

### Kirchengemeinde Rötenberg

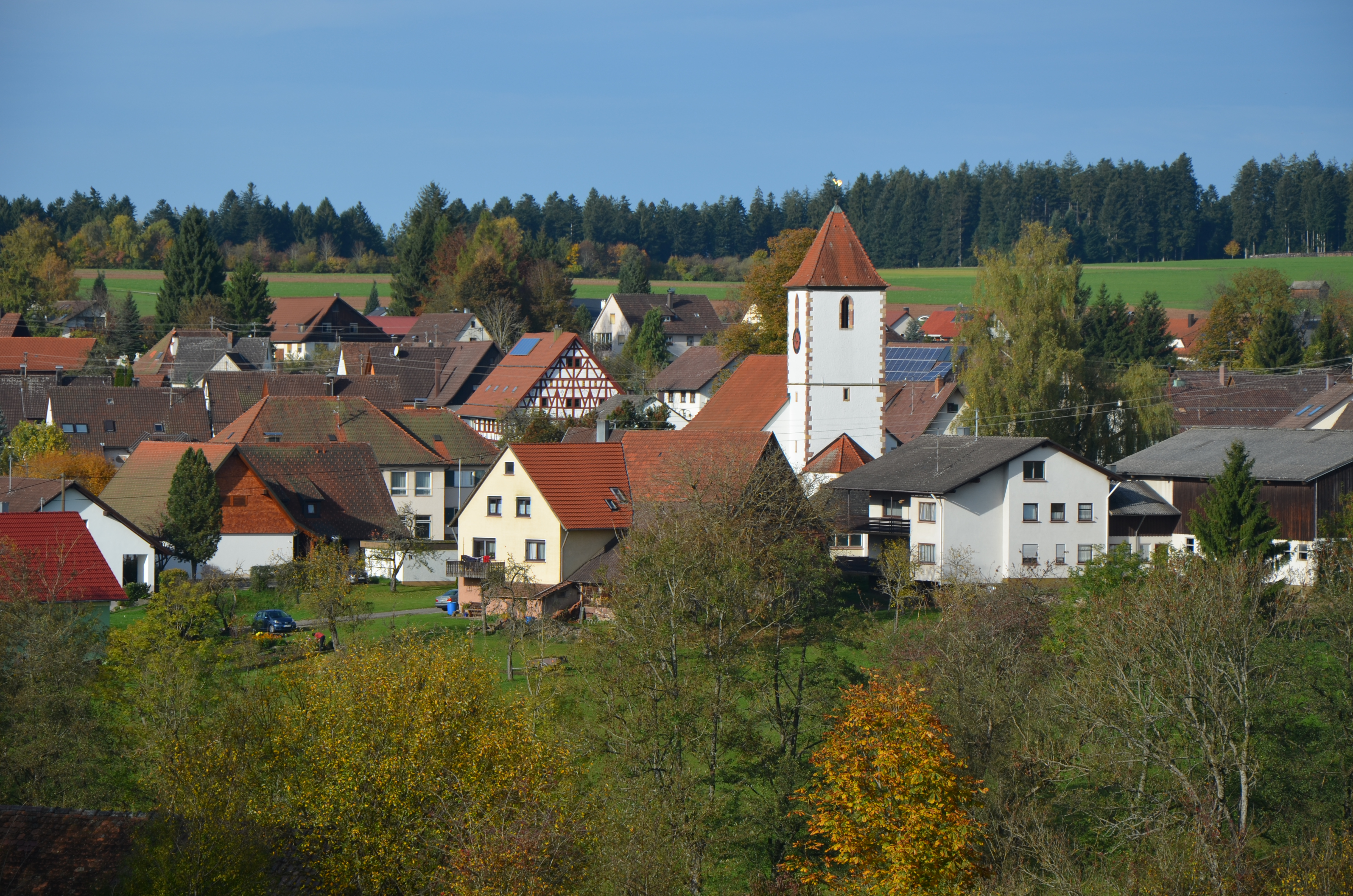
Evangelische Kirche Rötenberg

Die Kirchengemeinde Rötenberg (etwa 1.450 Mitglieder) umfasst die Gemeinde Aichhalden mit Ausnahme des Weilers Eselbach, der zur Kirchengemeinde Schramberg gehört. Eine Kirche wird in Rötenberg bereits 1275 erwähnt. Sie wurde vermutlich vom Kloster Alpirsbach gegründet. Die Johanneskirche ist ursprünglich ein spätgotischer Bau, von dem nur noch der vieleckige Chor und der Turm erhalten ist. Das Langhaus wurde 1774 neu erbaut. Im Innern befinden sich noch ein spätgotischer Taufstein und romanische Säulenbasen. Heute trägt die Kirche den Namen Kreuzkirche. Zur Kirchengemeinde Rötenberg gehört auch der Ort Bach und Altenberg, das nach der durch Württemberg eingeführten Reformation zum Klosteramt Alpirsbach gehörte. Der Hauptort Aichhalden blieb nach der Reformation katholisch. Die hier überwiegend erst nach dem Zweiten Weltkrieg zugezogenen Bewohner wurden ebenfalls der Kirchengemeinde Rötenberg zugeordnet.

### Verbundkirchengemeinde Rosenfeld-Isingen

#### Kirchengemeinde Isingen

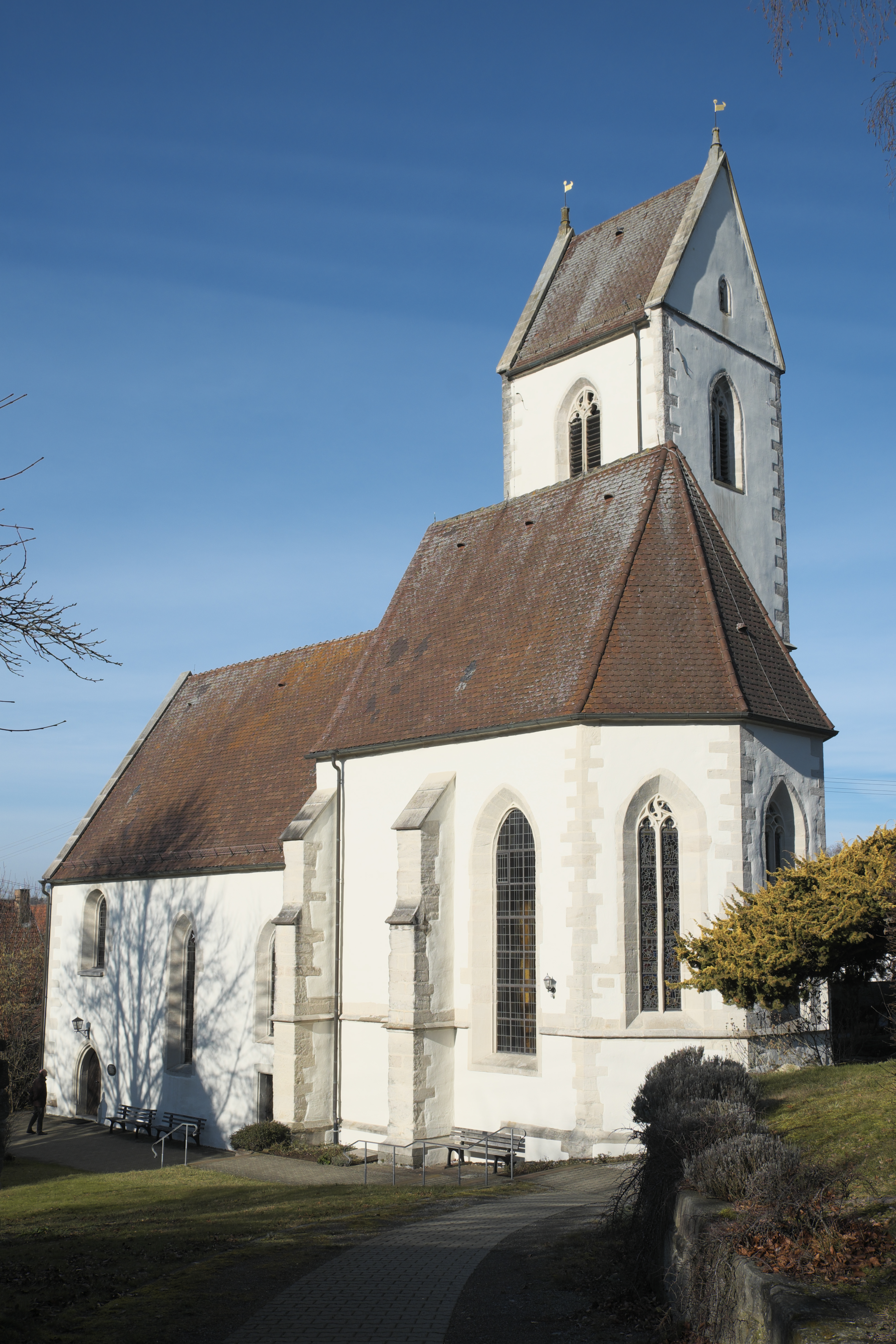
Martinskirche in Isingen

Die Kirchengemeinde umfasst den Stadtteil Isingen der Stadt Rosenfeld sowie die Stadtteile Binsdorf und Erlaheim der Stadt Geislingen.
Zur Pfarrei Isingen gehörten unter anderem Rosenfeld und die Orte Binsdorf und Erlaheim. Nach der Reformation siedelten die Pfarrer von Isingen nach Rosenfeld über. Die Pfarrer wurden dort von der Johanniterkommende Rottweil nominiert und von Württemberg bestätigt. Isingen wurde erst 1869 wieder von der Pfarrei Rosenfeld abgetrennt und zur eigenen Pfarrei erhoben. Ihr wurden durch Bekanntmachung des Oberkirchenrats vom 2. September 1986 auch die evangelischen Bewohner aus Binsdorf und Erlaheim zugeordnet. Diese Orte waren nach der Reformation katholisch geblieben. Erst nach dem Zweiten Weltkrieg zogen auch evangelische Bewohner in diese Orte. Erlaheim gehörte dann zunächst zur Kirchengemeinde Ostdorf, wurde durch Bekanntmachung des Oberkirchenrats vom 22. November 1949 der Kirchengemeinde Rosenfeld zugeordnet und kam schließlich 1986 zu Isingen. Bis 2006 gehörte die Kirchengemeinde Isingen zum Kirchenbezirk Sulz am Neckar. Zum 1. Januar 2007 wechselte die Kirchengemeinde Isingen in den Kirchenbezirk Balingen. 2018 kehrte Isingen in den Kirchenbezirk Sulz am Neckar zurück und bildet mit Rosenfeld eine Verbundkirchengemeinde.

#### Kirchengemeinde Rosenfeld

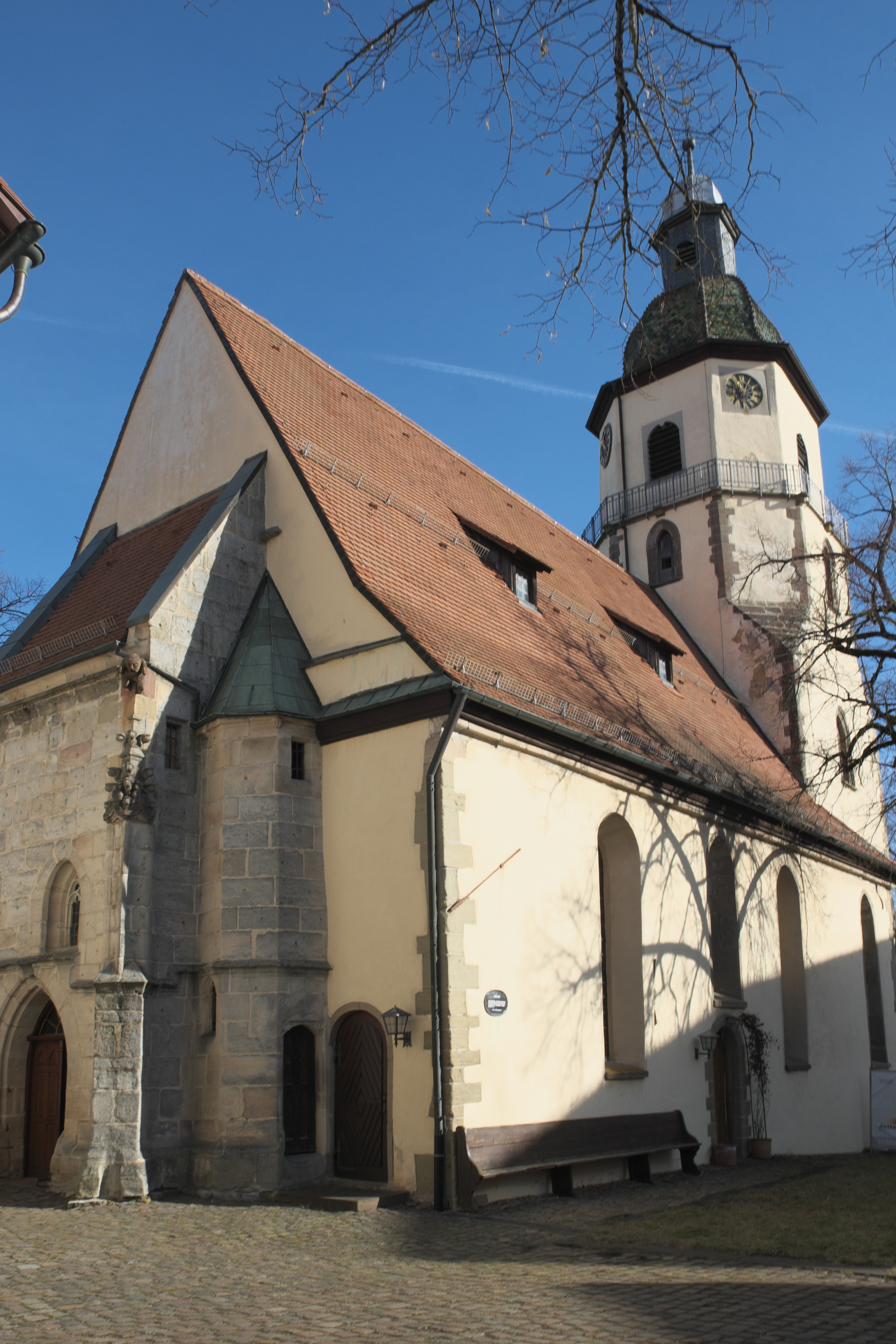
Ev. Stadtkirche Rosenfeld

Die Kirchengemeinde Rosenfeld (etwa 1.300 Mitglieder) umfasst die Kernstadt von Rosenfeld. Die Stadtteile bilden eigene Kirchengemeinden, bis auf Heiligenzimmern, dessen evangelische Bewohner zur Kirchengemeinde Haigerloch (Kirchenbezirk Balingen) gehören. Zum Kirchenbezirk Balingen gehören auch die beiden Kirchengemeinden Isingen und Täbingen. Kirchlich war Rosenfeld zunächst Filiale von Isingen, zu dessen Pfarrei unter anderem auch die Orte Binsdorf und Erlaheim gehörten. Eine Kapelle wird in Rosenfeld aber bereits 1319 erwähnt. Man vermutet, dass die Kirche jedoch schon um das Jahr 1265 erbaut wurde. Die Pfarrer siedelten aber erst nach der Reformation von Isingen nach Rosenfeld über. Die Pfarrer wurden von der Johanniterkommende Rottweil nominiert und von Württemberg bestätigt. Isingen wurde erst 1869 wieder von der Pfarrei Rosenfeld abgetrennt und zur eigenen Pfarrei erhoben. Ihr wurden später auch die evangelischen Bewohner aus Binsdorf und Erlaheim (1986) zugeordnet. Diese Orte waren nach der Reformation katholisch geblieben. Erst nach dem Zweiten Weltkrieg zogen auch evangelische Bewohner in diese Orte. Erlaheim gehörte zunächst zur Kirchengemeinde Ostdorf, ab 1949 zur Kirchengemeinde Rosenfeld und wurde 1986 der Kirchengemeinde Isingen zugeordnet. Zum 1. Januar 2007 wechselte die Kirchengemeinde Isingen auf eigenen Wunsch jedoch in den Kirchenbezirk Balingen. Seit 2018 bildet Isingen mit Rosenfeld eine Verbundkirchengemeinde.
Früher hatte der Turm der Rosenfelder Kirche aus dem 15. Jahrhundert ein Zeltdach. 1712 wurde das Dach umgebaut, als der Turm erhöht wurde. Die älteste Glocke ist die Marienglocke. Sie wurde 1475 in den Turm eingebaut. Im Juni 1993 wurde die Kirche renoviert.

### Kirchengemeinde Schramberg-Lauterbach

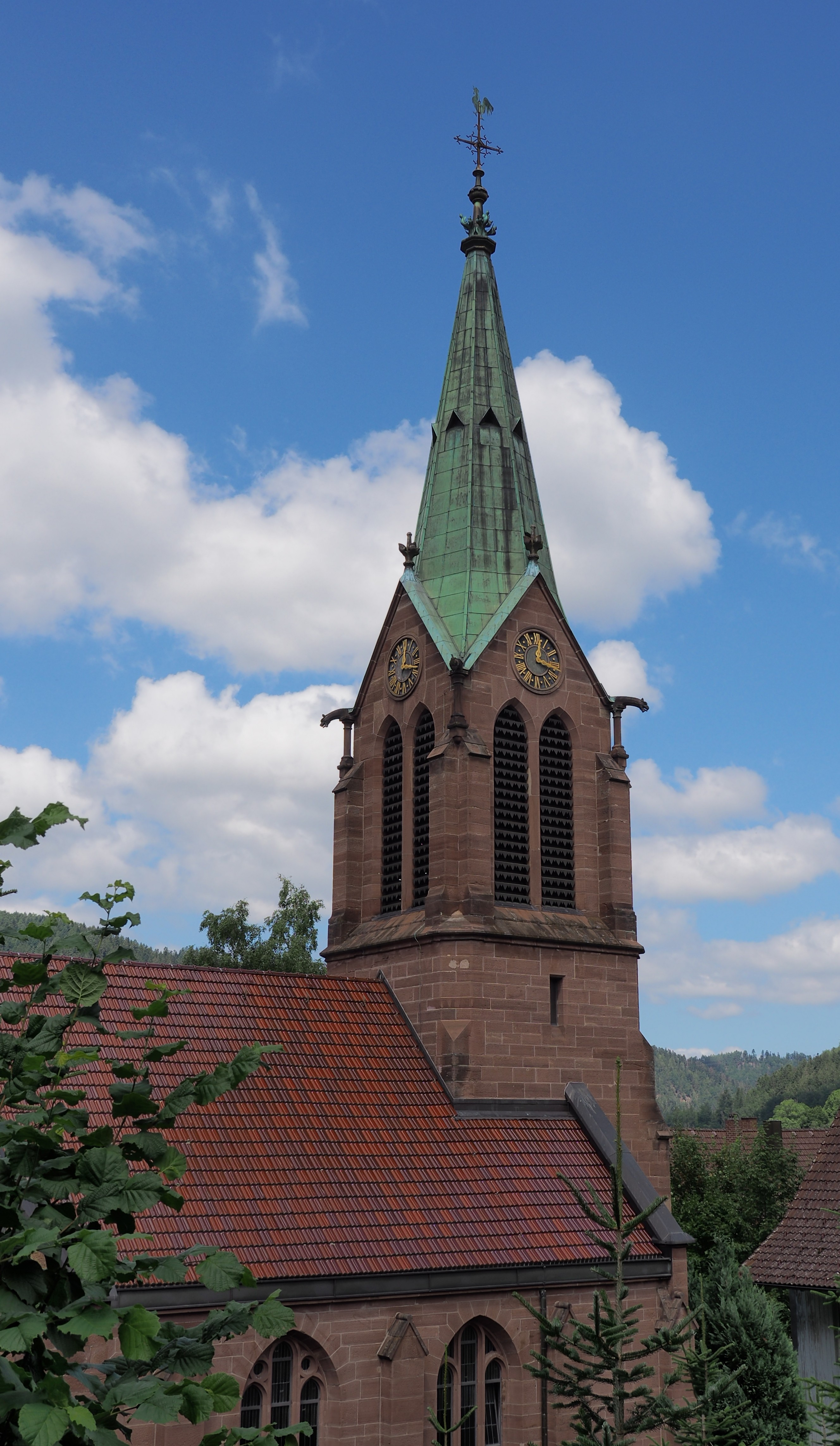
Ev. Stadtkirche Schramberg

Die Kirchengemeinde Schramberg (etwa 2.500 Mitglieder) umfasst die Kernstadt und einige zugehörigen Weiler der Stadt Schramberg, die Gemeinde Lauterbach sowie den Weiler Eselbach der Gemeinde Aichhalden. Die Weiler Säuen, Schönbronn und Hutneck gehören zur Kirchengemeinde Locherhof. Der Stadtteil Sulgen bildet eine eigene Kirchengemeinde, Waldmössingen gehört zur Kirchengemeinde Fluorn (beide im Kirchenbezirk Sulz), der Stadtteil Tennenbronn bildet eine eigene Kirchengemeinde der Evangelischen Landeskirche in Baden.
Mit Wirkung vom 1. Januar 1972 wurden die Kirchengemeinde Schramberg und ihre Filialkirchengemeinde Lauterbach zur Gesamtkirchengemeinde Schramberg zusammengefasst. Zum 1. Januar 2019 fusionierten sie zur Kirchengemeinde Schramberg-Lauterbach.
Schramberg blieb nach der Reformation katholisch. Evangelische Bewohner zogen aber bereits im 19. Jahrhundert vor allem infolge der Industrialisierung in den Raum Schramberg. Dies führte 1835 zur Bildung einer evangelischen Pfarrverweserei für die Orte Sulgen, Schramberg, Locherhof, Mariazell und Dunningen, die ihren Sitz in Schönbronn nahm. Hier wurde 1857/58 auch eine Kirche erbaut, die auch Schramberg mit betreute, bis dort 1874 eine eigene Kirche erbaut wurde. Zuvor war 1866 in Schramberg bereits eine eigene Pfarrverweserei eingerichtet worden. Den ersten evangelischen Gottesdienst in Schramberg hatte es bereits 1851 im Gartensaal des Mohrenwirtes gegeben. Der erste evangelische Pfarrer, Theodor Traub, nahm 1888 in Schramberg seinen Dienst auf. 1898 wurde die Stadtkirche erweitert.
1902 wurde die Kleinkinderschule, ein Vorläufer des Kindergartens, gegründet und 1927 erbaute sich die Kirchengemeinde ein Gemeindehaus in der Oberndorferstraße. Ein weiteres Gemeindehaus, das Martin-Luther-Haus, wurde 1960 in der Zeppelinstraße erbaut.

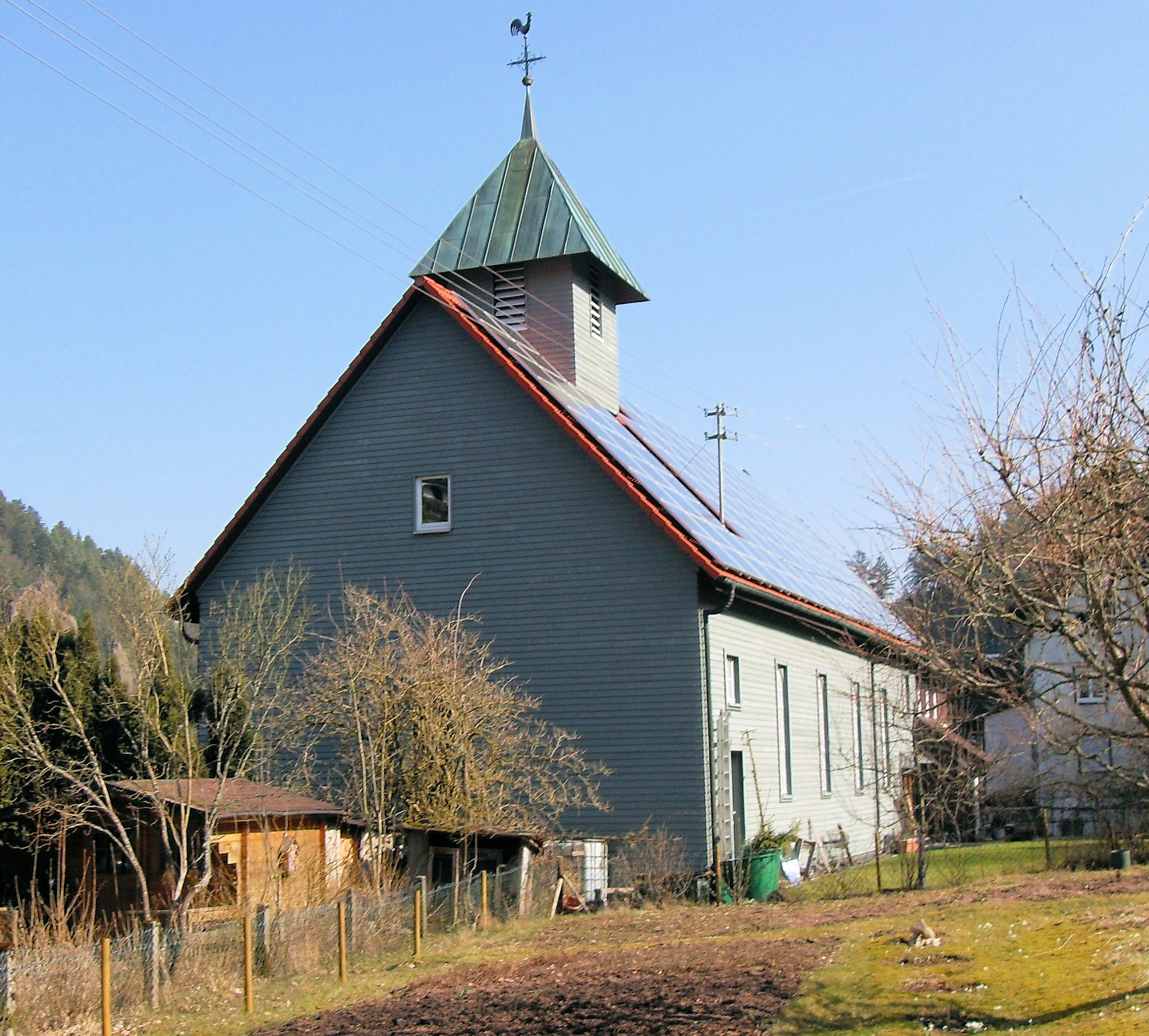
Ev. Kirche Lauterbach

Die Kirchengemeinde Lauterbach (etwa 500 Mitglieder) umfasste die Gemeinde Lauterbach. Lauterbach blieb nach der Reformation katholisch. Im 19. Jahrhundert zogen auch evangelische Bewohner zu. Der erste evangelische Gottesdienst in Lauterbach wurde 1904 gefeiert. 1948/49 wurden eine eigene Kirche und ein Pfarrhaus in Lauterbach erbaut. Durch Bekanntmachung des Oberkirchenrats vom 6. Oktober 1959 wurde dann die selbständige Filialkirchengemeinde Lauterbach der Muttergemeinde Schramberg gegründet. Seit 1972 bildet diese mit der Kirchengemeinde Schramberg die Gesamtkirchengemeinde Schramberg. Heute wird die Kirchengemeinde Lauterbach vom Pfarramt Schramberg II-Lauterbach betreut. Zum Pfarrsprengel gehört neben Lauterbach auch der Südwesten Schrambergs.

### Kirchengemeinde Sigmarswangen
Die Kirchengemeinde Sigmarswangen umfasst den Stadtteil Sigmarswangen der Stadt Sulz am Neckar. Ursprünglich war Sigmarswangen kirchlich auf die Pfarreien Aistaig und Bochingen aufgeteilt. Nach der Reformation wurde es ganz der Pfarrei Aistaig zugeordnet. 1836 wurde eine eigene Pfarrei errichtet, doch wird die Kirchengemeinde Sigmarswangen heute vom Pfarramt Wittershausen betreut. Die alte Jakobuskapelle in Sigmarswangen wurde im 18. Jahrhundert abgebrochen und durch den heutigen Bau von 1788 ersetzt. Dabei wurde das Turmuntergeschoss des Vorgängerbaus beibehalten.

### Kirchengemeinde Sulgen
Die Kirchengemeinde Sulgen (etwa 2.200 Mitglieder) umfasst die Stadtteile Sulgen und Heiligenbronn mit einigen zugehörigen Weilern der Stadt Schramberg sowie den Ortsteil Seedorf der Gemeinde Dunningen. Sulgen und das gesamte Umland blieben nach der Reformation katholisch. Im 19. Jahrhundert zogen auch evangelische Bewohner zu und 1835 wurde eine evangelische Pfarrverweserei für die Orte Schönbronn, Sulgen, Schramberg, Locherhof, Mariazell und Dunningen gebildet, die ihren Sitz in Schönbronn nahm. Hiervon wurde später die Kirchengemeinde Schramberg abgespalten. Sulgen verblieb aber bei der Kirchengemeinde Schönbronn. Diese wurde insbesondere nach dem Zweiten Weltkrieg zu groß, so dass für Sulgen 1956 eine weitere Kirche, die „Auferstehungskirche“, erbaut und 1959 auch eine weitere Pfarrei errichtet wurde. Die selbständige Kirchengemeinde Sulgen wurde dann durch Bekanntmachung des Oberkirchenrats vom 23. Juni 1959 mit Wirkung vom 1. April 1959 aus Gebieten der Kirchengemeinde Schönbronn errichtet, nachdem das Kultusministerium die neue Kirchengemeinde mit Schreiben vom 6. August 1958 als Körperschaft des öffentlichen Rechts anerkannt hatte. Ihr wurden auch die evangelischen Bewohner aus den Weilern Beschenhof, Birkenhof, Friedrichsberg, Heiligenbronn (seit 1911 zur Kirchengemeinde Fluorn gehörig), Lienberg, Oberreute, Schoren, Steighäusle und Vier Häuser zugeordnet. Die Kirchengemeinde Schönbronn ging dann 1960 in der Kirchengemeinde Locherhof auf. Seit 2001 hat die Kirchengemeinde Sulgen auch ein Gemeindehaus direkt neben der Kirche.
Seedorf blieb nach der Reformation ebenfalls katholisch. Die überwiegend erst nach dem Zweiten Weltkrieg zugezogenen evangelischen Bewohner wurden zunächst der Kirchengemeinde Fluorn zugeordnet. Durch Bekanntmachung des Oberkirchenrats vom 4. Januar 1965 wurden sie jedoch ebenfalls der Kirchengemeinde Sulgen zugeordnet.

### Verbundkirchengemeinde Sulz-Holzhausen

#### Kirchengemeinde Holzhausen
Die Kirchengemeinde Holzhausen (etwa 600 Mitglieder) umfasst den Stadtteil Holzhausen der Stadt Sulz am Neckar. Holzhausen war Filiale von Bergfelden, seit dem 15. Jahrhundert von Vöhringen und später von Sulz. Eine Kapelle St. Otmar ist abgegangen, die heutige Kirche wurde 1780 erbaut.

#### Kirchengemeinde Sulz am Neckar

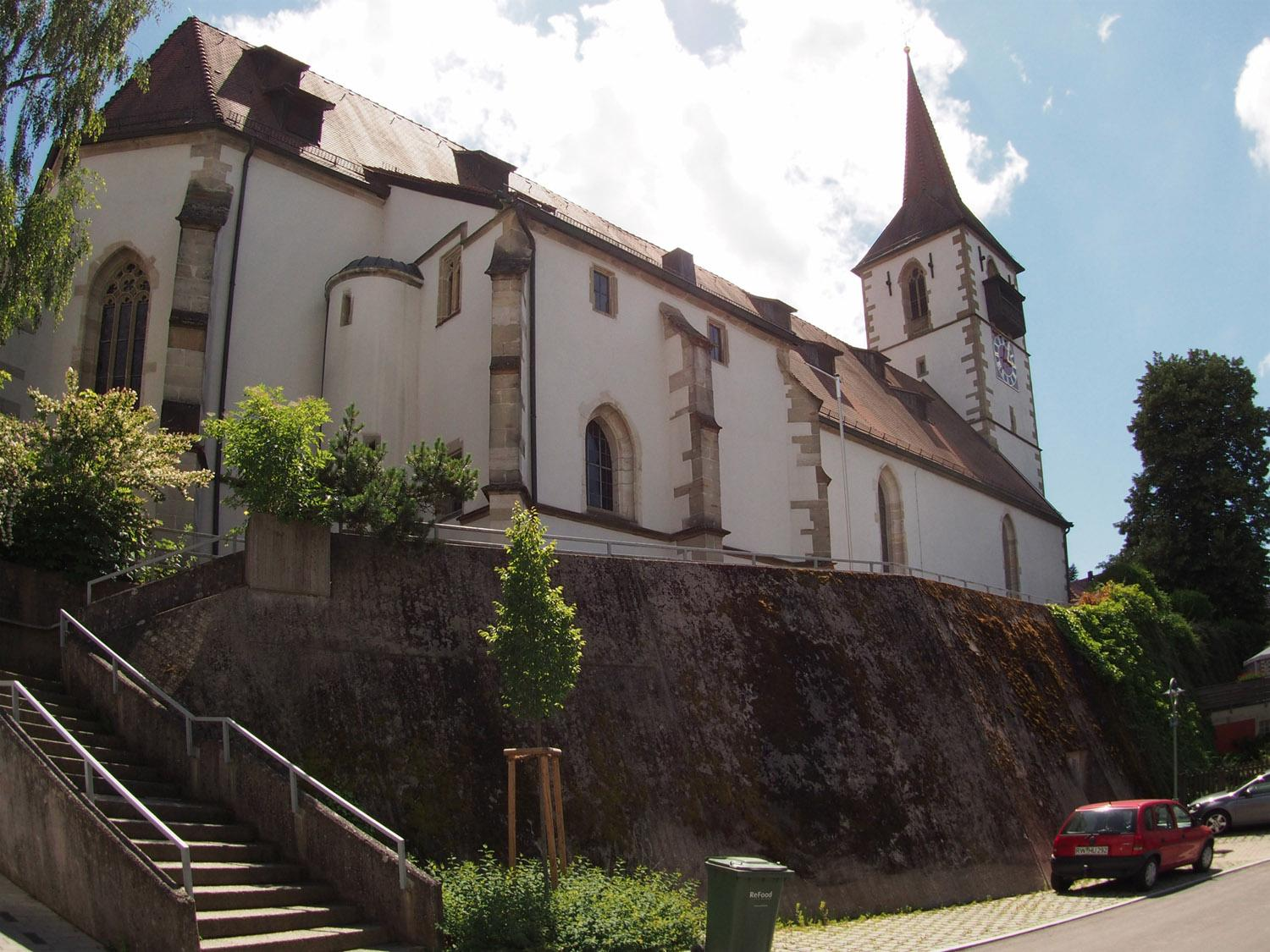
Ev. Stadtkirche Sulz am Neckar

Die Kirchengemeinde Sulz am Neckar (etwa 2.100 Mitglieder) umfasst die Kernstadt von Sulz am Neckar. Kirchlich gehörte Sulz am Neckar zunächst Bergfelden, hatte aber ab 1275 zeitweise eine eigene Pfarrei. Die Kirche St. Sebastian befand sich im württembergischen Patronat. 1503 wurde in Sulz am Neckar eine eigene Pfarrei errichtet und 1515 wurde die Stadt Sitz eines Dekanats (damals Specialsuperintendentur), die heute mit dem Pfarramt Sulz I zusammenfällt. Das Pfarramt Sulz II betreut die Gemeindeglieder im Norden.

### Kirchengemeinde Trichtingen
Die Kirchengemeinde Trichtingen (etwa 1.400 Mitglieder) umfasst die Gemeinde Epfendorf mit den zugehörigen Ortsteilen Harthausen und Trichtingen und dem Weiler Talhausen sowie die Ortsteile Böhringen und Irslingen der Gemeinde Dietingen. Eine Pfarrei wird in Trichtingen bereits 1275 erstmals genannt. Die ursprünglich gotische Kirche in Trichtingen wurde mehrmals verändert, zuletzt wurde sie 1956 erweitert. In den zugehörigen Orten Epfendorf, Harthausen, Böhringen und Irslingen wurde die Reformation nicht eingeführt. Diese Orte blieben daher katholisch.
Die evangelischen Bewohner von Epfendorf gehörten bis 1908 bereits zur Kirchengemeinde Trichtingen, wurden dann aber durch Bekanntmachung des Konsistoriums vom 12. November 1908 der Kirchengemeinde Oberndorf am Neckar zugeordnet. Die evangelischen Bewohner der anderen Orte, die überwiegend erst nach dem Zweiten Weltkrieg zuzogen, wurden bereits der Kirchengemeinde Trichtingen zugeordnet.
Durch Bekanntmachung des Oberkirchenrats vom 3. November 1969 wurde auch Epfendorf wieder der Kirchengemeinde Trichtingen zugeordnet. Gleichzeitig wurde auch Talhausen, das bis 1969 zur Kirchengemeinde Rottweil (Kirchenbezirk Tuttlingen) gehörte, der Kirchengemeinde Trichtingen zugeordnet.

### Kirchengemeinde Vöhringen

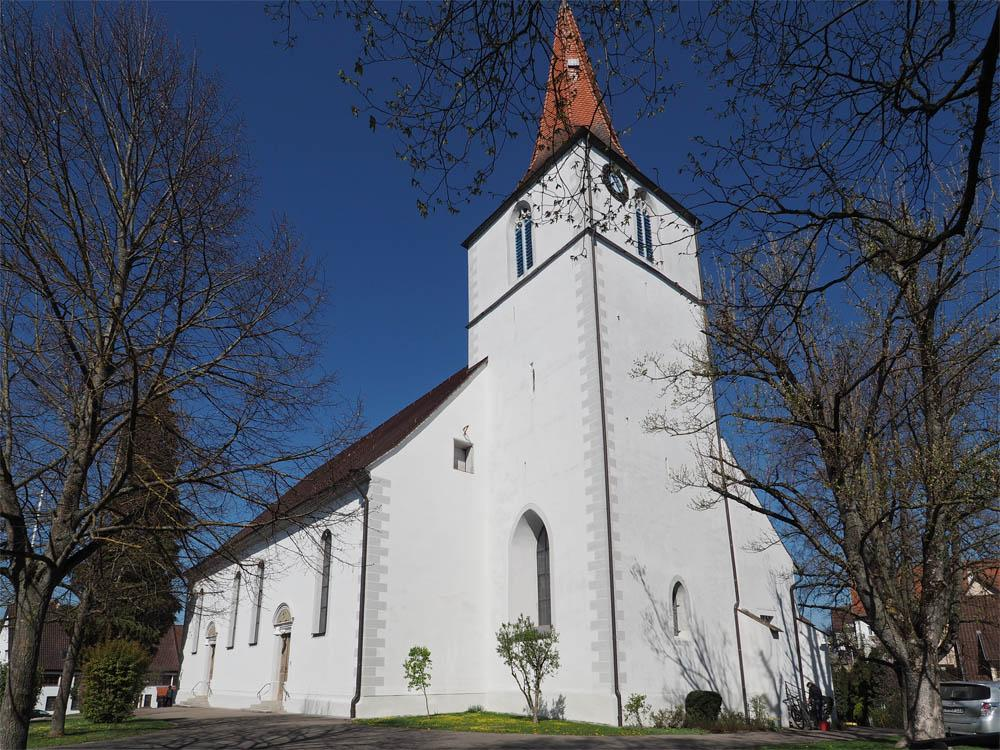
Ev. Kirche Vöhringen

Die Kirchengemeinde Vöhringen (etwa 1.900 Mitglieder) umfasst den Hauptort der Gemeinde Vöhringen. Kirchlich war Vöhringen zunächst Filiale von Bergfelden. 1463 wurde eine eigene Pfarrei errichtet. Aus einer alten Kapelle entstand die heutige Pfarrkirche. Der Chorturm ist frühgotisch, das Langhaus wurde 1774 neu erbaut. Im Innern ist ein Taufstein romanischen Ursprungs zu sehen.

### Kirchengemeinde Wittershausen

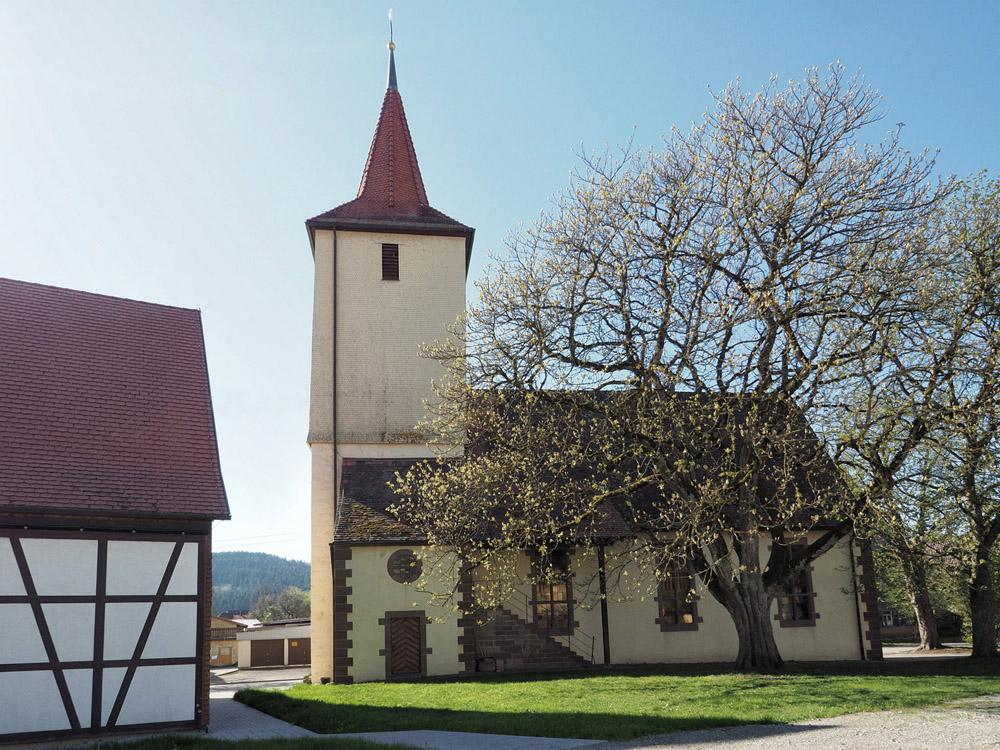
Peter-und-Paul-Kirche in Wittershausen

Die Kirchengemeinde Wittershausen (etwa 1.250 Mitglieder) umfasst den Ortsteil Wittershausen der Gemeinde Vöhringen. Eine Pfarrei ist in Wittershausen früh bezeugt, war aber wohl Filiale von Oberndorf. 1448 wurde Wittershausen eigene Pfarrei. Über die Grafen von Zimmern kam das Patronatsrecht 1581 an Württemberg. Die Chorturmkirche St. Peter und Paul wurde 1850 erneuert. Im Chor ist ein Kreuzgewölbe, in der Sakristei ein Tonnengewölbe zu sehen.
Das Pfarramt Wittershausen betreut auch die Kirchengemeinde Sigmarswangen.

## Archivquellen
- Bestand: Visitationsberichte.   Landeskirchliches Archiv Stuttgart. 1581–1822.   Signatur: A 1.
- Bestand: Kirchenvisitationsakten.   Hauptstaatsarchiv Stuttgart. ca. 1601–1840.   Signatur: A 281.
- Bestand: Ortsakten [mit Digitalisaten der Pfarrbeschreibungen und Pfarrberichte (darin u. a.: Chronik, Filialverhältnisse)].   Landeskirchliches Archiv Stuttgart. ca. 1550–1923.   Signatur: A 29.
- Bestand: Ortsakten [mit Digitalisaten der Pfarrberichte (darin u. a.: Filialverhältnisse)].   Landeskirchliches Archiv Stuttgart. ca. 1924–1966.   Signatur: A 129.
- Bestand: Ortsakten [mit Visitationsberichten].   Landeskirchliches Archiv Stuttgart. ca. 1967–1989.   Signatur: A 229.
- Archivgut: Dekanatsarchive.   Landeskirchliches Archiv Stuttgart.   Signatur: F-Bestände.
- Archivgut: Pfarrarchive.   Landeskirchliches Archiv Stuttgart.   Signatur: G-Bestände.